# Nyctalope (personnage)
Vous lisez un « article de qualité » labellisé en 2020.
 Le Nyctalope est un personnage de fiction français créé par Jean de la Hire. Tirant son nom de sa vision parfaite en pleine nuit, cet aventurier vit ses exploits grâce à ses activités d'explorateur, de détective, ainsi que d'agent des services secrets français.
De son vrai nom Léo Saint-Clair, il apparaît pour la première fois le 23 avril 1911 dans le roman-feuilleton Le Mystère des XV publié dans le journal Le Matin. Face au succès de ses romans, Jean de La Hire poursuit les aventures du Nyctalope jusqu'en 1955, à travers dix-neuf romans, qui connaissent pour certains des rééditions dans des versions modifiées et/ou abrégées.
Outre sa nyctalopie, Léo Saint-Clair est décrit comme un héros complet, charismatique, polyglotte, initié aux arts martiaux et aux sciences occultes. Possédant également un cœur artificiel qui ralentit son vieillissement, ces longues aventures l'ont amené à rencontrer des civilisations perdues dans l'Himalaya, explorer la planète Mars et la planète inconnue Rhéa. Défenseur de la civilisation européenne et en particulier de la France, il affronte de nombreux criminels qui cherchent à conquérir le monde.
Les aventures du Nyctalope sont destinées à un lectorat populaire. Si Jean de La Hire s'appuie sur les thèmes classiques de la littérature populaire pour construire ses récits, il accorde cependant une place importante aux éléments de science-fiction en arrière-plan de ses récits.
Pendant plus de trente ans, le personnage de Jean de La Hire connaît le succès auprès du public, avant de sombrer dans l'oubli, notamment en raison de la condamnation de Jean de La Hire pour faits de collaboration. Ce n'est qu'au XXIe siècle que le personnage du Nyctalope est remis à l'honneur grâce à quelques rééditions en langues anglaise et française, ainsi que via sa réactualisation par des auteurs qui lui imaginent de nouvelles aventures.

## Vie éditoriale de la saga et postérité de son héros

### Genèse de la série
Originaire de Banyuls-sur-Mer dans le département des Pyrénées-Orientales, Jean de La Hire, de son vrai nom Adolphe d'Espie, s'installe à l'âge de vingt ans à Paris pour y mener une carrière littéraire. Son premier roman, La Chair et l'Esprit, un roman réaliste paru en 1898, lui permet ensuite d'être publié dans le journal littéraire de gauche Gil Blas. S'il commence à faire parler de lui dans le microcosme littéraire parisien du début du XXe siècle, sa renommée reste malgré tout très modeste, tout comme l'état de ses finances.

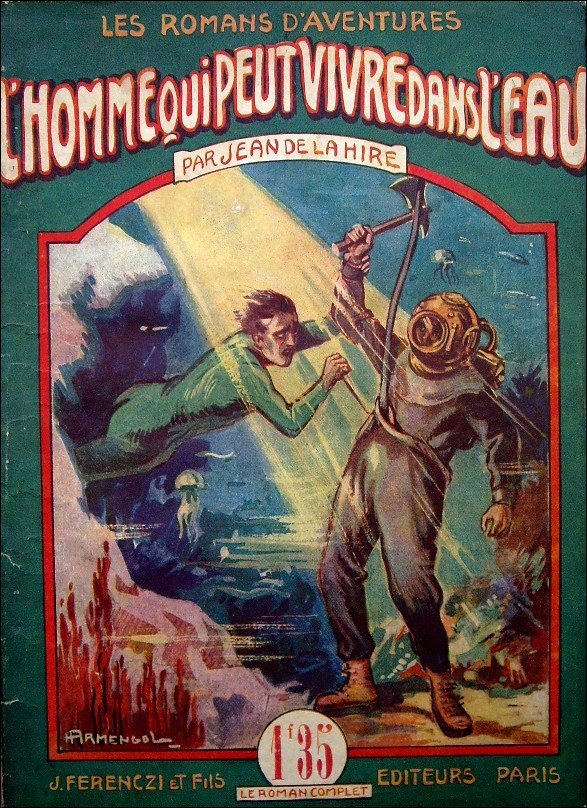
Bien que le Nyctalope n'apparaisse pas dans L'Homme qui peut vivre dans l'eau, ce roman
est néanmoins rattaché à la série grâce à la présence de plusieurs personnages du cycle.

En 1907, Jean de La Hire renonce soudainement à toutes ses ambitions académiques au détour d'une rencontre avec le romancier populaire Michel Zévaco. Il a, en effet, la possibilité d'être publié dans le quotidien Le Matin dirigé par Maurice Bunau-Varilla.
Néanmoins, écrire à destination d'un lectorat populaire, représente une véritable déchéance pour La Hire qui perd par la même occasion l'estime de ses pairs. Son premier roman populaire, La Roue fulgurante, narre les aventures d’un groupe de Terriens sur la planète Mercure. Il lui procure alors un grand succès qui met d'ailleurs fin à ses problèmes financiers.
Ce roman d'anticipation populaire s'inscrit dans le registre du merveilleux-scientifique, une littérature conjecturale, faite d'anticipations, d'aventures et d'explorations, qui s'épanouit à partir du milieu du XIXe siècle et qui commence à acquérir une certaine reconnaissance et un public au début du XXe siècle.
Fort de ce premier succès populaire, Jean de La Hire écrit dans les colonnes du Matin à partir du 26 juillet 1909, L'Homme qui peut vivre dans l'eau. Ce roman raconte la tentative d'une organisation secrète de se rendre maître des grandes nations du monde grâce à l'Hictaner, un surhomme auquel le savant Oxus a greffé des branchies. Avec ce roman, La Hire pose les bases de la série Nyctalope avec l'introduction de plusieurs personnages utilisés de nouveau dans la première aventure de Léo Saint-Clair.
Le 23 avril 1911, dans le quotidien Le Matin, Jean de La Hire fait découvrir le personnage du Nyctalope, avec le début de la parution du premier volume de ses aventures, Le Mystère des XV. Et dès les premières pages, ce nouveau roman est présenté comme une suite indirecte à L'Homme qui peut vivre dans l'eau : le héros principal, Léo Sainte-Claire, est identifié comme le fils d’un personnage secondaire du précédent roman, son beau-père le ministre de la Marine Louis de Ciserat était l'amiral chargé de lutter en mer contre l'Hictaner, et enfin, le savant Oxus est de retour avec des projets toujours aussi machiavéliques.
Au début de sa carrière littéraire, La Hire s'est essayé au roman autobiographique en racontant l'histoire d'un jeune écrivain appelé Jean de Sainte-Claire. Devenu auteur de roman populaire, il abandonne le personnage mais garde le nom de Saint-Clair qu'il donne au Nyctalope, celui-ci semblant devenir le nouvel avatar littéraire de La Hire,.
Malgré de nouvelles tentatives de donner un nouvel essor à sa carrière littéraire dans les années 1910, Jean de La Hire ne parvient toujours pas à s'imposer sur la scène littéraire et reste par conséquent auteur de romans populaires. Il décide alors de relancer le personnage du Nyctalope avec la sortie en volume en 1922 du Mystère des XV chez Ferenczy et surtout avec l'écriture en 1921 du second tome des aventures du Nyctalope, Lucifer.

### Du succès à l'oubli

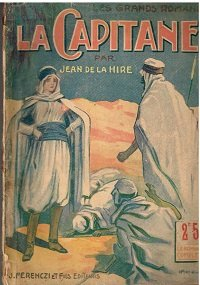
Le Nyctalope a inspiré la création de la Capitane, une héroïne créée par Jean de La Hire en 1922.

Grand succès commercial dans la première moitié du XXe siècle — ses premières aventures sont alors traduites à l'étranger, notamment en italien et en russe —, les aventures du Nyctalope paraissent de 1911 à 1955.
Lorsque Jean de La Hire passe du Gil Blas au Matin, outre son lectorat qui change et est à présent un lectorat populaire, son audience augmente également : le quotidien est diffusé à 700 000 exemplaires à Paris et dans les grandes villes françaises. Auteur très prolifique, pour assurer la cadence de parution de ses romans, il n'hésite pas à fortement s'inspirer d'autres auteurs — allant même jusqu'au plagiat —, ou tout simplement de ses précédents romans. Ainsi, s'il présente dans Le Mystère des XV son confrère H.G. Wells comme un « historien » qui a rapporté fidèlement les faits historiques qui ont eu lieu en Angleterre, cela lui permet de réutiliser des éléments narratifs de La Guerre des mondes. C'est également la raison pour laquelle Jean de La Hire réédite certaines aventures du Nyctalope sous des titres différents et dans des versions parfois modifiées : L'Amazone du mont Everest devient La Madone des Cimes, Le Roi de la Nuit devient Planète sans Feu. Par ailleurs, fort de son succès, Jean de La Hire semble avoir voulu proposer, avec le roman La Capitane (1922-1923), un pendant féminin au Nyctalope : l'héroïne, de son vrai nom Hélène Cazal, peut déstabiliser et captiver celui qui se risque à croiser son regard.
Très populaire principalement pour ses ouvrages destinés à la jeunesse parus dans les années 1920-1930, La Hire voit sa carrière s'arrêter à la libération. En effet, durant l'occupation, Jean de La Hire participe à la collaboration avec l'Allemagne nazie ; à la fin de la guerre, il est exclu du syndicat des éditeurs, puis mis en détention provisoire le 21 mars 1945. Parvenant à prendre la fuite, il est obligé de se cacher ; il est condamné par contumace à dix ans de prison, peine qu'il n'effectue pas après s'être rendu en 1951.
Dans les années 1950, Jean de La Hire essaie de relancer le personnage du Nyctalope. Ses éditeurs historiques refusent cependant de s'associer à lui. Alors qu'il se retrouve obligé de se tourner vers une petite maison d'édition dirigée par son gendre André Jaeger, il porte plainte en parallèle contre les éditions Tallandier en 1952, qui refusent de rééditer ses anciens romans dont ils ont toujours l'exclusivité. Ne parvenant pas à obtenir la résiliation de ses contrats, il remanie et écourte ses textes dans le but d'éviter une contestation de son ancien éditeur. Il écrit également deux romans inédits, La Sorcière nue et L'Énigme du squelette, probablement modifiés par son gendre. Jean de La Hire meurt en 1956 et ses romans ne sont ensuite plus réimprimés pendant longtemps. Les goûts du public en matière de littérature de l'imaginaire ont par ailleurs évolué, ce qui contribue à faire disparaître de la mémoire collective le personnage du Nyctalope.

### Redécouverte de l'œuvre de Jean de La Hire
Au cours des années 1970, les romanciers de science-fiction français du début du siècle, firent temporairement l'objet d'une attention du public avec le travail critique de quelques spécialistes du genre, tel que Pierre Versins et Jacques Van Herp. Ainsi, au-delà de ses travaux généralistes sur le courant science-fictif, Jacques Van Herp fut le premier à tenter d'établir la biographie du personnage du Nyctalope.
Mais ce n'est véritablement qu'au début des années 2000, que tout un pan du patrimoine littéraire francophone revient sur le devant de la scène, et notamment le genre du merveilleux-scientifique. Ce mouvement, initié d'une part par quelques sites internet s'appliquant à recenser et critiquer ces œuvres désuètes, et d'autre part par de petites maisons d'éditions qui entreprennent un travail de réédition, permet de faire redécouvrir au public les œuvres des romanciers populaires du XIXe siècle et début XXe siècle, et notamment Jean de La Hire.
Concernant spécifiquement les aventures du Nyctalope, l'éditeur Jean-Marc Lofficier, à travers sa maison d'édition américaine Black Coat Press et sa collection française Rivière Blanche, a beaucoup fait pour la renaissance du personnage avec la publication en langue anglaise et française de plusieurs romans de la saga. Ainsi, sept romans ont été traduits en anglais et publiés entre 2007 et 2018 aux éditions Black Coat Press, et quatre romans réédités par sa filiale Rivière Blanche entre 2011 et 2013. En 2011, paraît toujours chez cet éditeur, un essai d'Emmanuel Gorlier, entièrement consacré au personnage : Nyctalope ! L'Univers extravagant de Jean de La Hire. Enfin, outre l'entreprise éditoriale de Jean-Marc Lofficier, la publication en langue russe des romans L'Homme qui peut vivre dans l'eau et Le Mystère des XV en 2013 témoigne également du nouvel intérêt du public pour les œuvres de Jean de La Hire.

### Réactualisation du personnage et nouvelles aventures du Nyctalope

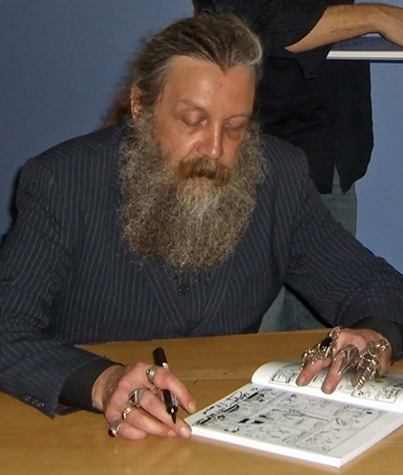
Alan Moore a participé à la redécouverte du Nyctalope avec l'apparition en 2003 du personnage dans la bande dessinée La Ligue des gentlemen extraordinaires.

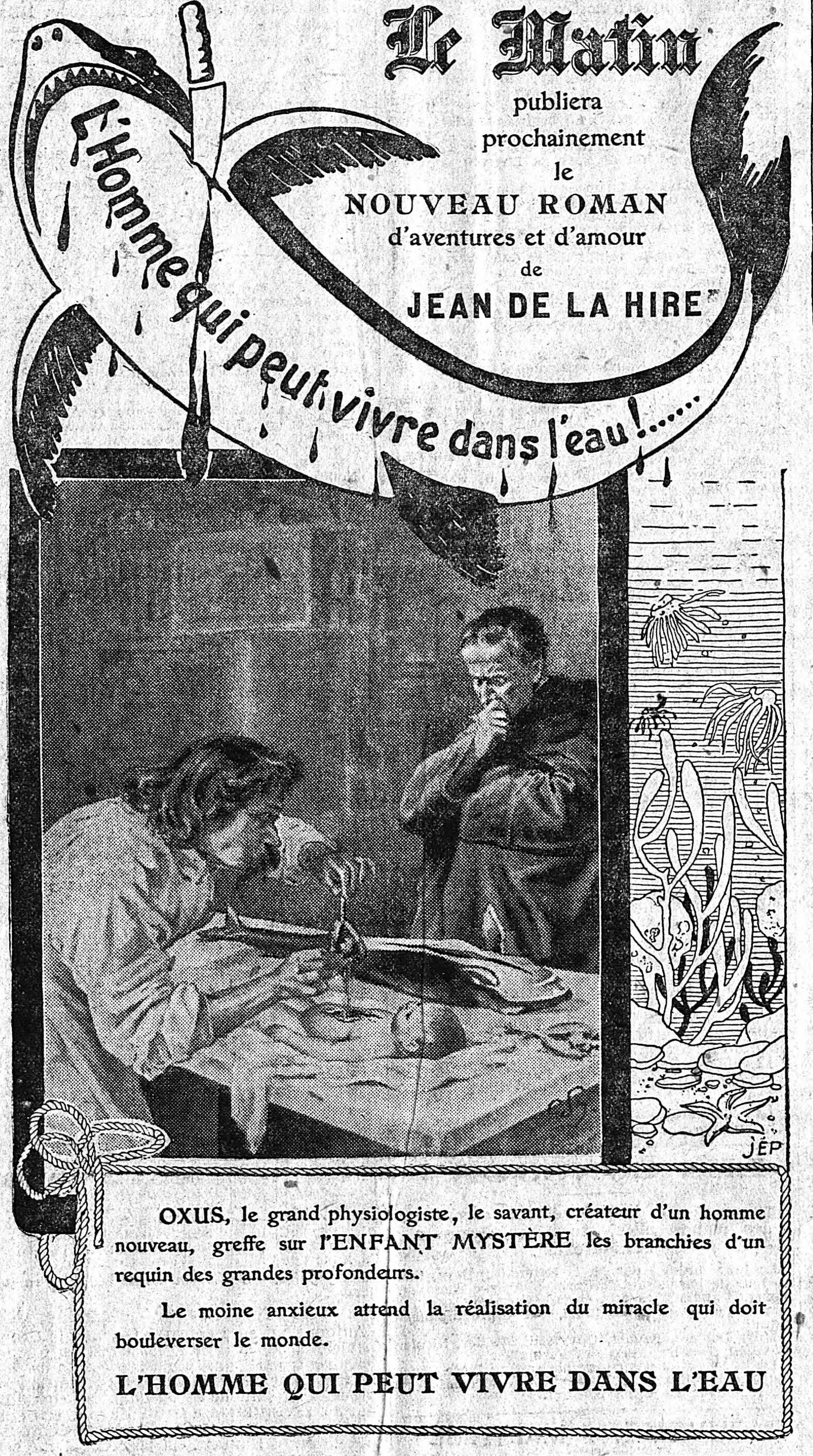
Encart publicitaire illustré par Gino Starace (Le Matin, 18 juillet 1909).
Dans leurs bandes dessinées respectives, Alan Moore et Kevin O'Neill assimilent l'Homme qui peut vivre dans l'eau au Nyctalope tandis que Serge Lehman et Gess distinguent Saint-Clair de l'Hictaner en orchestrant l'affrontement entre les deux personnages.

La redécouverte des aventures du Nyctalope par le public s'est en parallèle accompagnée d'une réappropriation du personnage par de nombreux auteurs.
Ainsi, c'est sur les conseils de l'éditeur Jean-Marc Lofficier que le Nyctalope apparaît brièvement en 2003 — aux côtés d'autres personnages littéraires français comme Fantômas ou Arsène Lupin — dans le second volume de la bande dessinée La Ligue des gentlemen extraordinaires d'Alan Moore et de Kevin O'Neill,. En 2007, dans La Ligue des gentlemen extraordinaires : Le Dossier Noir, les deux auteurs britanniques mentionnent la vision nocturne et le cœur artificiel du personnage mais il lui octroient également les branchies de l'Hictaner, le surhomme amphibie de L'Homme qui peut vivre dans l'eau.
Mais véritablement, la réappropriation du personnage se produit grâce au travail des éditions Black Coat Press et de sa collection française Rivière Blanche. La maison d'édition de Jean-Marc Lofficier a largement participé à cette démarche créative avec la série anthologique Les Compagnons de l'Ombre. Ces volumes compilent des nouvelles inédites mettant en scène des héros et vilains de la culture populaire du XIXe et XXe siècles, dont le Nyctalope est sans doute l'un des héros les plus récurrents, présent dans plusieurs recueils de nouvelles. Par ailleurs, lors de la réédition du roman Le Roi de la nuit en 2013, Jean-Marc Lofficier et sa femme Randy ont joint une suite inédite Le Retour du Nyctalope se déroulant 80 ans après les événements narrés par Jean de La Hire.
Outre le support littéraire, la bande dessinée joue également un rôle dans la réactualisation du Nyctalope. En 2009, Serge Lehman, Fabrice Colin et Gess font du Nyctalope l'un des personnages récurrents de leur bande dessinée La Brigade chimérique, éditée chez L'Atalante et dans laquelle de nombreux autres surhommes littéraires du début du XXe siècle sont mis en scène. Le rôle dévolu au Nyctalope dans cette série fait écho à la dérive de son auteur pendant la guerre, puisque Saint-Clair est dépeint comme un héros vieillissant, passif face à la menace nazie qui se profile en Europe. Par ailleurs, en montrant le Nyctalope regretter de ne pas avoir pas un bon « biographe » qui aurait raconté ses aventures pour le faire passer à la postérité, les auteurs font également référence à l'oubli dans lequel le personnage est tombé après la Seconde Guerre mondiale.
S'il apparaît à nouveau en 2013 comme personnage secondaire dans la bande dessinée L'Homme truqué, une libre adaptation de la nouvelle éponyme de Maurice Renard, le Nyctalope bénéficie de sa propre série deux ans plus tard. Publiée chez Delcourt et conçue comme une série dérivée de La Brigade chimérique, cette nouvelle série de Serge Lehman et de Gess raconte l'origine de ses pouvoirs et ses premières aventures. Cependant, en raison d'un désaccord avec les héritiers de Jean de La Hire, les auteurs doivent changer le titre de la série et le nom du protagoniste, devenus L'Œil de la Nuit. Faute de succès public, la série s'interrompt après trois tomes.

## Un héros de littérature populaire

### Des aventures hors du commun

#### Un célèbre explorateur
Léo Saint-Clair le Nyctalope est défini par son auteur comme un intrépide explorateur s'aventurant dans des environnements fantastiques. Dans Le Mystère des XV, il est reconnu comme « l'explorateur célèbre qui avait déchiré le voile du Thibet mystique, et sillonné les forêts vierges de l'Afrique centrale », tandis que dans La Captive du démon, il apparaît comme « le héros de l'aventure de la Forêt Noire et du pôle Nord [...] Le héros de l'exploration de la planète Mars ».
Ses exploits lui ont permis d'acquérir une renommée à l'échelle mondiale. Il se destine dans un premier temps à une carrière de militaire, puisqu'il est formé à l'école militaire de Saint-Cyr chargé de la formation des officiers de l'armée de terre française. Il sert d'ailleurs pendant la Première Guerre mondiale sous le grade de commandant et est blessé en 1916 à Verdun au pied droit. Mais c'est en tant qu'officier en congé qu'il commence sa carrière d'explorateur. Au cours de celle-ci, il a l'occasion d'apprendre de nombreuses langues.

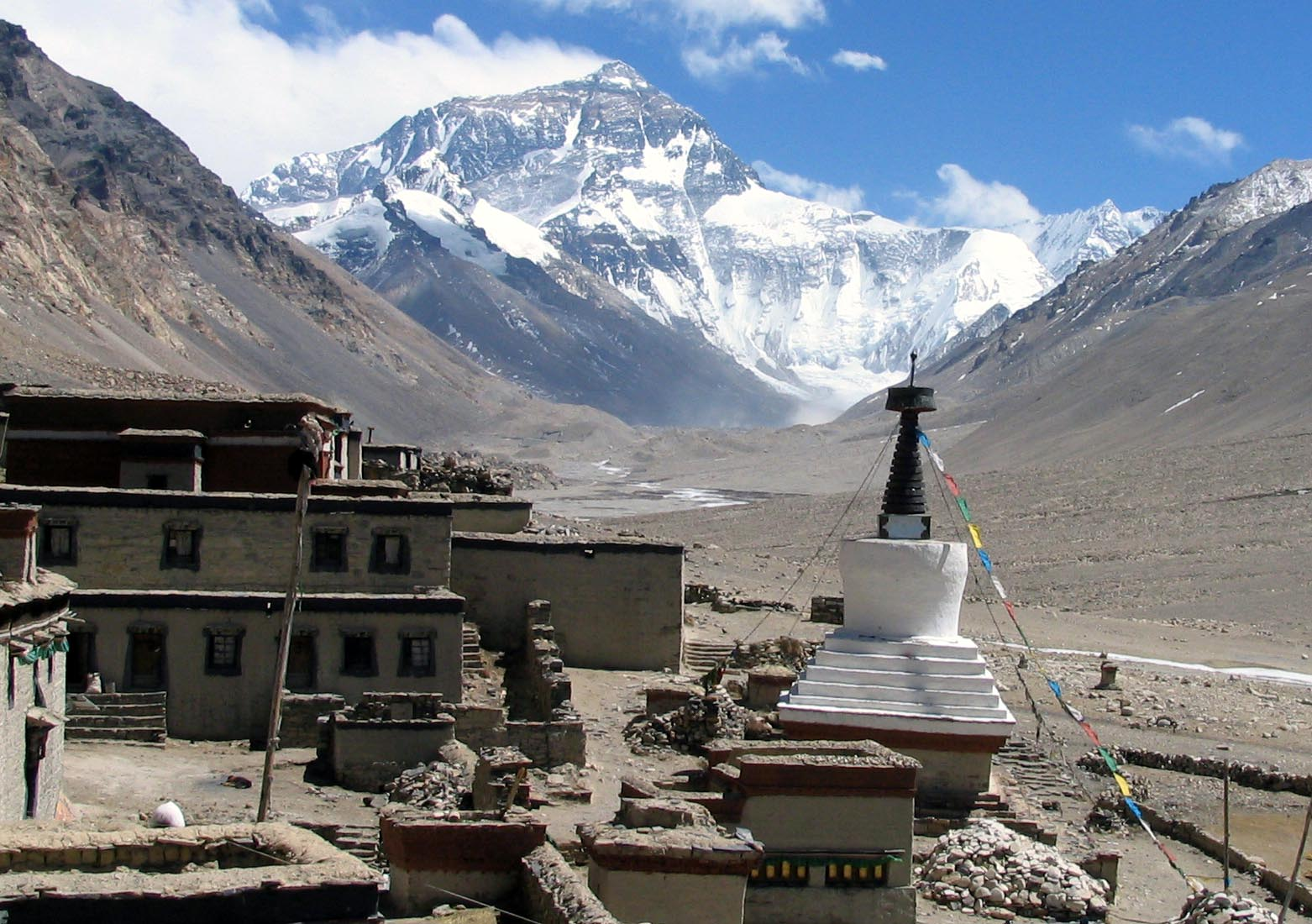
Vue sur l'Everest depuis le monastère de Rongbuk, situé à 5100 mètres d'altitude au Tibet. Fasciné par le Tibet et la civilisation bouddhique, Léo Saint-Clair y consacre un ouvrage L'Exploration du Thibet inconnu.

Ainsi, au début du XXe siècle, il entreprend son premier voyage au Tibet. Il séjourne cinq ans dans cette région, où il a l'occasion d'explorer et de découvrir la civilisation bouddhique et quelques uns de ses secrets. De retour à Paris, il commence l'écriture de son récit de voyage L'Exploration du Thibet inconnu. L'ouvrage, paru en deux tomes, est un vrai succès d'édition tant en France qu'à l'étranger où il est traduit en de nombreuses langues. Il lui rapporte des sommes considérables qui lui permettent de financer de nouveaux voyages.
La fascination de Léo concernant l'Asie des steppes, des lamas, des sociétés secrètes l'entraîne dans de nombreux voyages, à la rencontre des populations. Dans les années 1920, le Nyctalope retourne ainsi en Extrême-Orient où il voyage en Chine, en Mandchourie, en Mongolie. Il se fixe comme défi de d'être le premier homme à accomplir l'ascension de l'Everest, sommet que tous les alpinistes échouent à atteindre. Il cherche à percer le mystère des échecs des précédents alpinistes. Grâce à une technologie mise au point par l'un de ses amis pour respirer aisément dans les hauteurs de la montagne et à sa nyctalopie qui lui permet d'avancer dans le noir de la tempête, Léo Saint-Clair parvient à atteindre le sommet de l'Everest. Accueilli par la reine Khali VII en personne, il découvre une civilisation préservée dotée d'une technologie avancée, dont il jure de taire le secret.
Au cours de ses aventures, le Nyctalope rencontre et converse aussi bien avec le Dalaï-lama à Lhassa, que le pape à Rome. Il voyage également en Europe, en Afrique. Ainsi, en 1912, il se rend au Maroc, puis l'année suivante, ses aventures le mènent en Russie. En 1920, à la mort de sa mère, Léo part au Soudan pour oublier sa tristesse et y séjourne pendant quatorze mois. Il retourne à plusieurs reprises au Maroc dans les années 1920 et 1930.
Au-delà de ses activités sur Terre, Léo s'est également lancé dans des aventures extra-planétaires. Ainsi, après le rapt de sa fiancée par une organisation secrète, appelée les XV, le Nyctalope se lance à leur poursuite et gagne leur repaire sur la planète Mars. Arrivé sur la planète rouge, il parvient à s'imposer face à ses ennemis et à prendre le commandement de l'organisation. Il unit alors les forces des XV à celles d'un corps expéditionnaire français fraîchement débarqué, pour entreprendre la colonisation de Mars au nom du gouvernement français. Après avoir capturé un Martien, il déchiffre sa langue et décide de parlementer. Constatant que les Martiens sont divisés en nations, il s'allie à deux d'entre elles contre la plus puissante : celle qui a tenté d'envahir la Terre dix ans plus tôt Cette guerre victorieuse permet à la France d'établir une colonie sur Mars. Quelques années plus tard, il quitte à nouveau la Terre pour entreprendre l'exploration de la planète errante Rhéa. Il découvre sur place deux races autochtones en guerre : les Diurnes et les Nocturnes. Après être parvenu à rétablir la paix entre les races, Léo en profite pour visiter la planète avant de rentrer sur Terre.

#### Un aventurier continuellement en lutte contre les complots et machinations

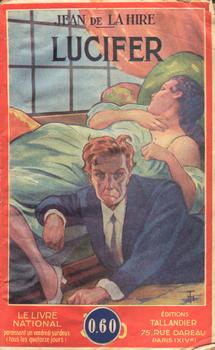
Couverture de Lucifer. Le baron Glô Von Warteck, alias Lucifer, cherche à utiliser ses pouvoirs hypnotiques pour conquérir le monde.

Au cours de sa carrière, Léo Saint-Clair se lance dans nombre d'aventures à la suite d'une mise en danger que connaît un membre de sa famille. Ainsi, sa première aventure débute après que son père a été grièvement blessé par un espion anarchiste du nom de Sadi Khan. Celui-ci ayant dérobé une invention de son père, Léo se lance à la poursuite du ravisseur et infiltre l'organisation terroriste que Khan dirige. Il est cependant découvert et torturé avant d'être secouru par ses amis. Quelques années plus tard, alors qu'il est déjà un explorateur mondialement connu, il part cette fois sur la planète Mars à la poursuite de sa fiancée kidnappée par l'organisation secrète appelée les XV. En effet, celle-ci, sous le commandement d'un ancien ennemi de son père, le savant Oxus, a planifié l'enlèvement de jeunes femmes dans le but de fonder une colonie martienne. Outre les membres de sa famille, le Nyctalope se retrouve également confronté à des criminels en venant au secours de ses amis. Ainsi, il met hors d'état de nuire le comte Armand Logreux dit le Maître des Sept Lumières, qui utilise ses pouvoirs occultes pour s'en prendre à la famille de Jacques d'Hermont, un ami de Léo. Plutôt que de l'affronter frontalement, Léo utilise une gitane pour séduire et vaincre son adversaire. Enfin, il intervient lorsqu'un ami, le comte de Barange, est assassiné et sa fille kidnappée. Il retrouve la jeune fille et met fin aux agissements des coupables, un savant rival Albert de La Cruz et sa fille Maya.
Les romans Lucifer, La Captive du démon et Belzébuth forment le cycle satanique. Dans cette trilogie, Jean de La Hire traite d'un thème récurrent : la lutte de la Lumière contre les Ténèbres. Ces trois criminels au nom démoniaque, Lucifer, Zattan et Belzébuth, visent tous à établir une domination mondiale. Le premier, Lucifer, de son vrai nom Glô von Warteck, descend d'une famille exilée pour sorcellerie sur une île des Bermudes. Au cours des siècles, la famille fit de nombreuses découvertes scientifiques en matière maritime et dans le domaine de l'électricité. Après avoir voyagé dans le monde entier pour acquérir des pouvoirs mentaux, Lucifer mit au point le télédyname, un appareil qui lui permet d'amplifier ses pouvoirs et d'envoûter des individus à travers le monde. Malgré tous ses pouvoirs, Lucifer échoue dans sa tentative de domination à cause de son incapacité à maîtriser ses passions et désirs. Ainsi, en envoûtant une ancienne fiancée du Nyctalope, Laurence Païli, Lucifer provoque la confrontation et sa chute. Quelques années plus tard, Léo affronte Léonid Zattan, le prince de Tian-Chan, une région d'Asie centrale. Décrit comme une brute sanguinaire, cet individu cherche à utiliser les partis communistes noyautés par ses agents, pour semer le chaos partout dans le monde et conquérir ainsi le pouvoir suprême. S'identifiant à l'Antéchrist, il s'appuie sur une prophétie de Nostradamus, qui annonce qu'il parviendra à ses fins s'il a un enfant avec la « Vierge Dorée », qu'il reconnaît en Sylvie Mac Dhul. L'intervention du Nyctalope entraîne la chute de Zattan qui est contraint d'abdiquer et de partir en exil. Enfin, le criminel Belzébuth, de son vrai nom Hughes Mézarek, est le fils du bras droit de Zattan, la princesse Diana Krosnoview, et de l'inventeur Maur Korridès. Au fur et à mesure de la succession des vilains, leur part d'occultisme diminue malgré leur nom démoniaque. Ainsi, Lucifer établit son projet sur l'envoûtement, Zattan s'appuie sur une prophétie mais utilise la subversion des foules, tandis que Mézarek ne compte plus que sur sa science. Pour se venger du destin de sa mère, il capture la femme et le fils du Nyctalope, et les envoie dans le futur Léo les rejoint et retrouve Belzébuth en l'an 2100. Leur combat reprend à l'échelle planétaire puisque chacun dirige une partie du monde grâce à leur fortune accumulée pendant deux siècles. Mézarek est le plus redoutable des trois criminels car le plus chaste ; si la haine motive lui aussi ses actes, il n'a pas la faiblesse d'être troublé par la sensualité. Ainsi, le Nyctalope lui apparaît souvent comme inférieur, mais il finit lui aussi par échouer à cause de sa vanité.

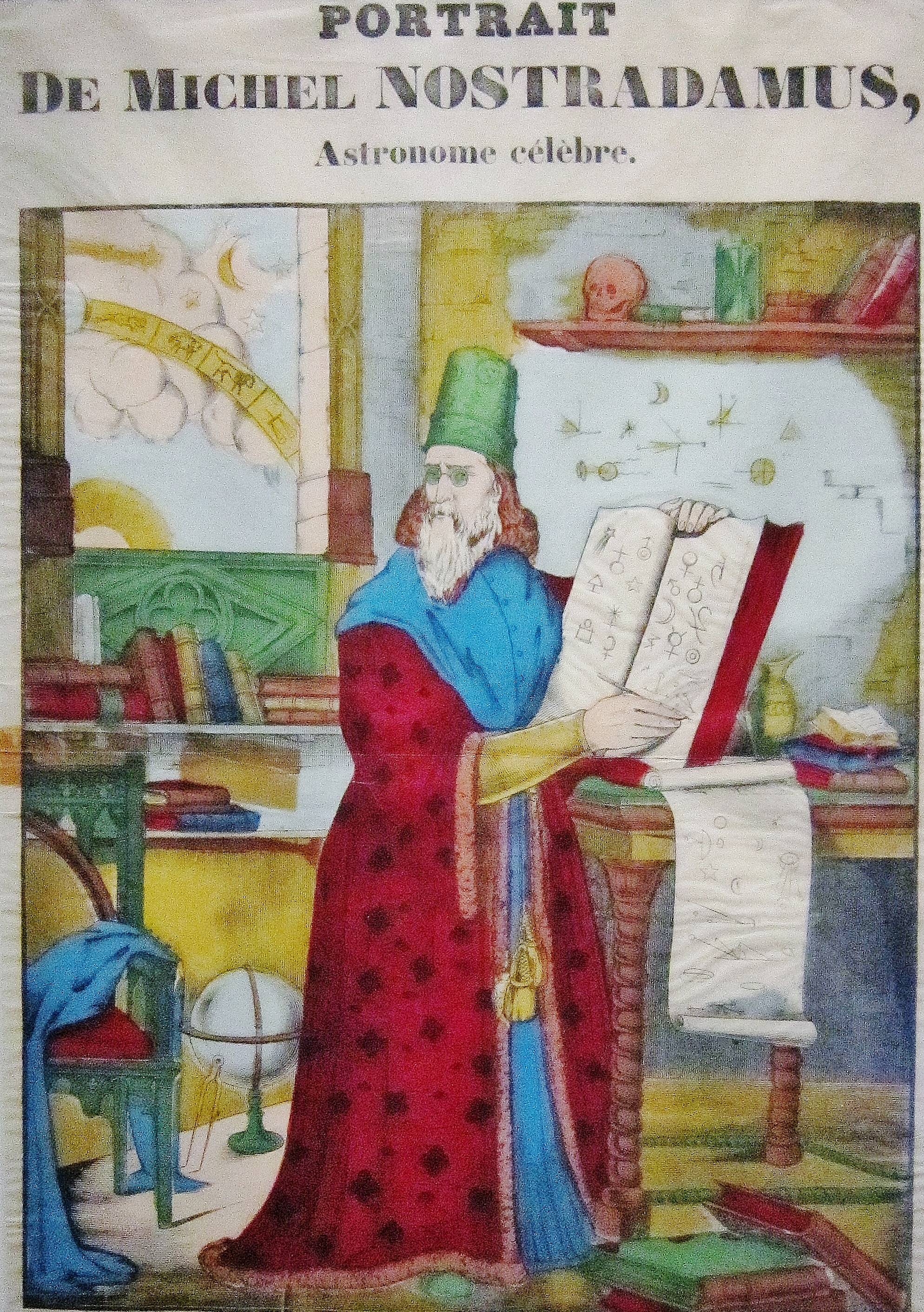
Le Nyctalope est mentionné par une prophétie de Nostradamus comme celui qui s'opposera à l'Antéchrist.

Léo Saint-Clair est défini dans La Croisière du Nyctalope comme un « agent secret de la politique extérieure de la France », si bien qu'il intervient occasionnellement pour le compte du gouvernement français. S'il prend l'initiative de l'établissement d'une colonie au nom de la France, en demandant l'envoi de soldats français sur Mars dans Le Mystère des XV, il est directement sollicité en 1934 afin de s'assurer qu'aucune insurrection indigène ne vienne troubler l'action militaire française au Maroc. C'est dans ce contexte qu'il vient à bout d'un complot dirigé par une ancienne connaissance, la Djinn, et qu'il empêche une livraison d'armes aux insurgés de leurs alliés nazis. Cette mission lui a été confiée en sa qualité de directeur du Comité d'informations et de défense (C.I.D.), une sorte de police secrète qui doit rivaliser avec l'Intelligence Service, opérationnelle au début des années 1930. Créée en décembre 1929, cette organisation secrète, exclusivement connue du président de la République, du président du Conseil et des directeurs de deux puissants journaux quotidiens : Le Matin et un journal du soir, se finance en grande partie grâce à la fortune de sa femme, Sylvie Mac Dhul. Elle se fixe pour objectif de défendre l'Europe contre les agressions extérieures, en dressant par ailleurs des dossiers concernant les individus potentiellement dangereux. C'est ainsi, assisté du C.I.D., que Léo triomphe de Gorillard et de son organisation orientale qui tente de déstabiliser la civilisation européenne. Le Comité d'informations et de défense semble disparaître au milieu des années 1930 d'une part avec l'émergence des divisions européennes symbolisée par l'alliance de l'Allemagne nazie et de l'Italie fasciste, et d'autre part par l'attitude du Nyctalope qui semble se replier sur lui-même. Néanmoins, à la fin des années 1930, Léo Saint-Clair prête main-forte à Dumont-Waren, directeur de l'Agence Universelle d'informations, une organisation secrète qui semble succéder au C.I.D. Celui-ci le sollicite pour enquêter sur une série de morts mystérieuses à travers le monde.

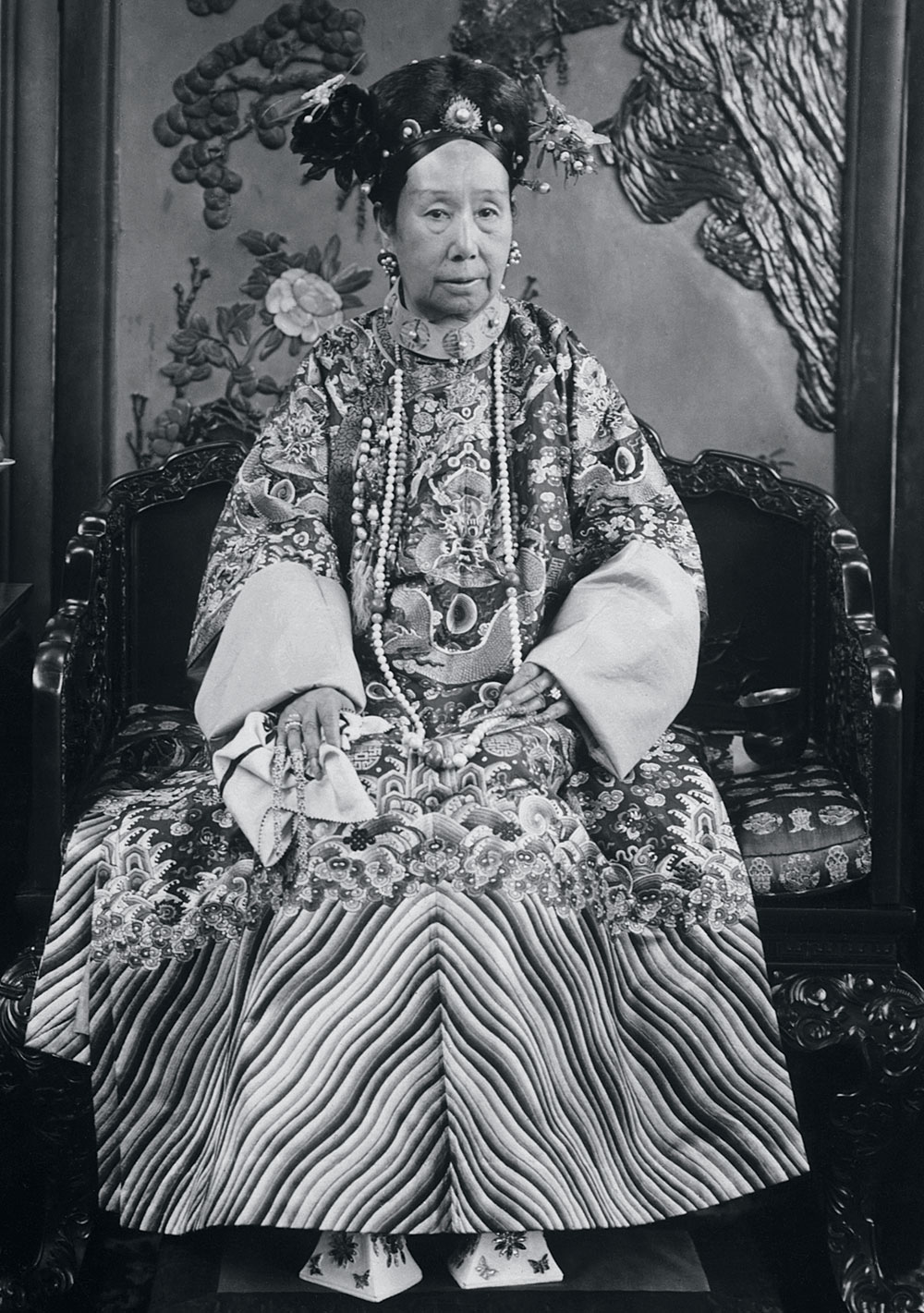
L'impératrice Ts'eu-hsi, photographiée en 1902, est la mère de la princesse Alouh-T'Hô, à la tête de la secte des Adorateurs de sang.

Durant sa carrière d'aventurier, Léo Saint-Clair a affronté un grand nombre d'ennemies qui, la plupart, éprouvent à son égard des sentiments ambigus. La première ennemie qu'il affronte est Grysil, la cousine de Lucifer. Cette jeune femme parvient à l'emprisonner, mais tombe amoureuse de lui et devient son alliée, et finit par donner sa vie pour le sauver. Marié depuis un an avec Sylvie Mac Dhul, Léo repousse les avances d'une jeune anglaise de dix-neuf ans, Helen Parson. La jeune femme développe alors une haine pugnace à son encontre et, sous le nom de la Djinn, ourdit un complot visant à le tuer. Tout comme elle, Wanda Stielman appartient au type classique de la femme amoureuse repoussée. Mue par un sentiment passionné d'amour-haine, l'espionne allemande rencontre le Nyctalope pour la première fois au Maroc en 1912 où ils deviennent amants le temps d'une nuit avant de s'affronter. Ils se retrouvent l'année suivante alors qu'elle tente de faire main basse sur la fortune de la princesse caucasienne Irena Zahidof. Sa mort accidentelle est un véritable déchirement pour Léo malgré leur affrontement acharné. Lors de son combat contre Léonid Zattan, Léo Saint-Clair affronte et vainc également son bras droit, la princesse rouge, alias Diana Krosnoview. Elle revient sous le nom de Titania pour se venger du Nyctalope. À la tête de l'ordre des Haschischins qu'elle a reconstitué, elle enlève sa femme Sylvie et leur fils Pierre. Profitant des dissensions internes qui fragilisent son organisation, Léo découvre son repaire, sauve sa famille avant que Titania ne soit assassinée par une amie de Sylvie. Lorsque de mystérieux assassinats se produisent à Lyon en 1931, le C.I.D. découvre que la secte des Adorateurs de sang en est responsable. Dirigée par Alouh-T'Hô, fille de la dernière impératrice mandchoue Ts'eu-hsi, la secte procède à un vampirisme sur ses victimes qui permet de prolonger la vie de ses membres. Ainsi, la princesse Alouh-T'Hô est âgée de 77 ans mais paraît n'en avoir que 25. La relation entre le Nyctalope et Alouh reste ambiguë, car elle le domine à plusieurs reprises et, malgré cela, lui propose d'intégrer la secte pour accéder à l'immortalité ; tandis que Léo, subjugué par son ennemie, ne parvient pas à mettre définitivement fin à ses exactions et se contente de la renvoyer en Chine. Les deux ennemis se retrouvent quinze ans plus tard quand, sous le nom d'Aya-Li, la princesse a recréé sa secte et opère dans le sud de la France. Elle le domine à nouveau lors de leur premier affrontement, mais ne veut pas seulement le vaincre, également le soumettre. Finalement, sa secte est à nouveau démantelée et ne parvenant pas à posséder le Nyctalope, elle se suicide. L'affrontement entre Alouh-T'Hô et le Nyctalope illustre un thème récurrent chez La Hire, où ses ennemies ne se contentent pas de le détruire physiquement, elles cherchent, avant tout, à en faire un esclave soumis, docile à leurs désirs.

#### Léo Saint-Clair pendant l'Occupation

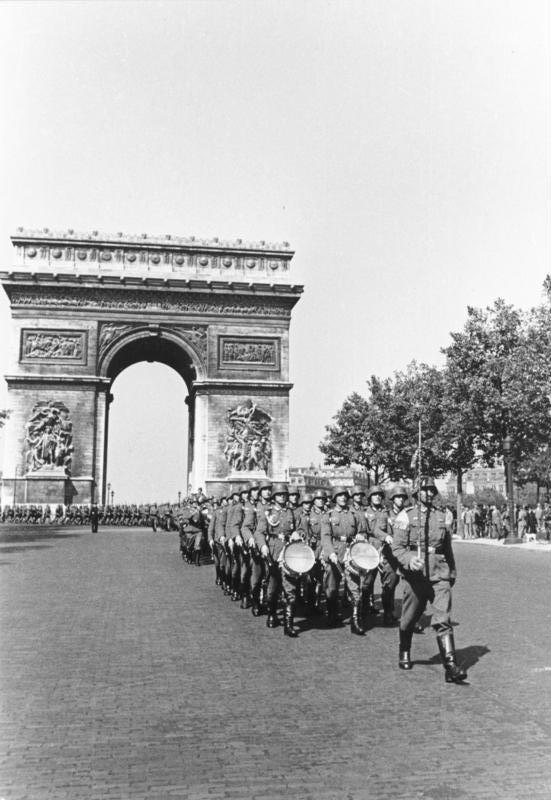
Parade allemande devant l'arc de triomphe de l'Étoile en juin 1940.
Pendant la Seconde Guerre mondiale, Léo Saint-Clair vit à Paris où il reste en relation avec les autorités allemandes occupantes et le gouvernement français.

Léo Saint-Clair connaît ses dernières aventures au milieu des années 1940. Durant ses dernières années, ses activités se limitent non seulement au territoire français, mais aussi à des enquêtes policières où il affronte divers adeptes de sciences occultes. Par ailleurs, la disparition du C.I.D. à la veille de la Seconde Guerre mondiale, qui se fixait comme objectif de protéger l'Europe contre les agressions extérieures, corrobore l'abandon par le Nyctalope de son rôle de leader des nations européennes et atteste de son repli sur lui-même. Ainsi, il ne fait rien pour empêcher l'avènement du régime hitlérien, et son action en 1934 au Maroc reste défensive et périphérique. En effet, s'il empêche une vente d'armes par les nazis à des insurgés marocains, il s'agit avant tout de protéger les intérêts de la France dans la région. Le destin du monde ne semble plus l'intéresser.
Malgré trois romans se déroulant pendant l'occupation, Jean de La Hire reste discret sur les actions du Nyctalope. Délaissant le destin du monde, Saint-Clair intervient dans les courts romans : Le Roman d'une nuit et L'Enfant perdu de façon totalement fortuite. Dans le premier roman, Léo Saint-Clair et Gnô Mitang assistent à une soirée de charité dans le Paris occupé de 1941. Durant le gala, ils remarquent un hypnotiseur qui s'en prend à une jeune femme du nom de Madeleine d'Evires, et interviennent pour mettre fin à ses agissements. Un passage du roman indique que Léo détient un Ausweis, un laissez-passer émis par les Allemands, qui lui permet de circuler librement dans Paris. La possession de ce document semble attester du passage à la collaboration du Nyctalope. Un autre passage du roman met dans la bouche du Nyctalope une réflexion sur les Anglais après avoir empêché l'hypnotiseur Godfrey Cultnom de violer Madeleine d'Evires : « L'homme est un Anglais. Et je ne vois pas qu'une femme de pure race française puisse être heureuse, avec ou sans magie noire, sous l'empire d'un homme anglais. ». Ce jugement peu amène sur les Anglais tranche véritablement avec les commentaires de ses romans antérieurs, à l'instar des commentaires racistes qu'il fait sur les populations roms dans le roman, L'Enfant perdu, alors qu'il a toujours eu dans ses précédentes aventures des relations très correctes avec eux.

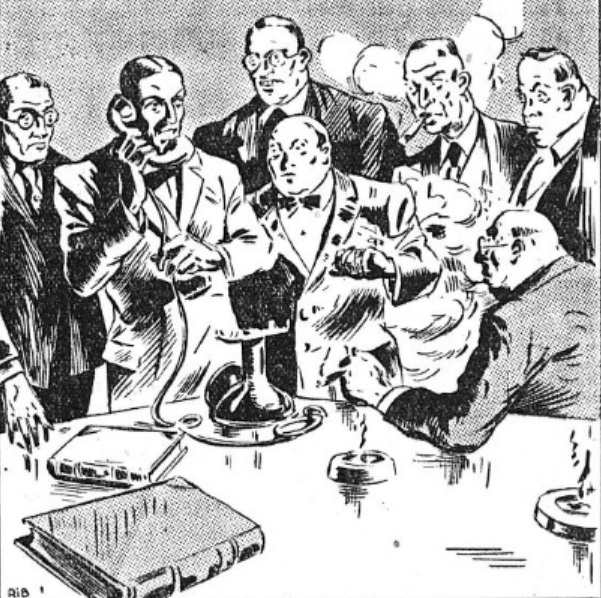
L'organisation anglo-juive appelée « Les grands pouvoirs internationaux » complote contre le Nyctalope. Nouvellement converti au collaborationnisme, La Hire adopte des positions anti-anglaises et antisémites dans ses écrits à partir de 1940. Illustration du roman-feuilleton Les Drames de Paris parue dans Le Matin du 29 janvier 1941.

Ce second roman, publié dans la revue collaborationniste de Philibert Géraud, L'Actu, raconte le sauvetage en 1942 d'un enfant, enlevé deux ans plus tôt, après avoir retrouvé ses traces par hasard. L'histoire débute sur une mission secrète que réalisent Léo Saint-Clair et son ami japonais Gnô Mitang en juin 1940, dont l'auteur ne révèle pas les objectifs. Pour l'essayiste Emmanuel Gorlier, le silence de La Hire pourrait être en lien avec la revue collaborationniste qui le publie : cette mission secrète du Nyctalope porterait sur le combat contre l'Allemagne car il est le seul adversaire possible à cette date, d'autant plus que l'alliance entre l'Allemagne et le Japon n'a pas encore eu lieu, d'où la présence de Gnô Mitang à ses côtés. Ainsi, si Léo Saint-Clair combat l'armée allemande jusqu'à l'armistice, il se rallie au gouvernement de Vichy sous le choc de la défaite. En effet, dans le roman Les Drames de Paris, ce soupçon de collaboration est tout à fait confirmé au moment où Vitto et Soca déclarent la mort présumée de Léo Saint-Clair : 

« Ils ont prévenu les hautes autorités françaises et allemandes, avec qui, par les devoirs de sa charge de conseiller privé du gouvernement français, M. Saint-Clair était en rapports constants. »

— Jean de La Hire, Les Drames de Paris.
Dans ce récit, il s'oppose à l'organisation anglo-juive ayant pour nom « Les grands pouvoirs internationaux ». Composée de sept grands magnats industriels, financiers et de la presse, elle vise à la fois à faire main basse sur des gisements pétrolifères au Maroc, tout en favorisant le « débarquement anglo-gaulliste » qui doit y avoir lieu.
Après la guerre, les déboires judiciaires de Jean de La Hire pour faits de collaboration, l'empêchent de publier de nouvelles aventures au Nyctalope. Ayant profité d'une loi d'amnistie, il publie les deux derniers romans du cycle au milieu des années 1950. Si le roman L'Énigme du squelette semble se dérouler en 1937, La Sorcière nue se passe après la guerre. Dans ce roman, La Hire révèle que Léo aurait été résistant pendant l'Occupation, ce qui permet d'offrir au Nyctalope une image plus en adéquation avec son statut de héros national. Néanmoins, sa conduite ambiguë pendant la guerre l'a conduit à entrer dans une retraite volontaire à la Libération, dont il ne sort que pour affronter son ancienne ennemie Alouh-T'Hô. Cependant, pour faire face au retour de la secte des Adorateurs de sang, Léo Saint-Clair n'est plus l'homme d'autrefois, et ni le C.I.D., ni son fidèle compagnon d'aventure, Gnô Mitang, ne sont là pour l'épauler.

### L'entourage du Nyctalope

#### Épouses et aventures amoureuses de Saint-Clair

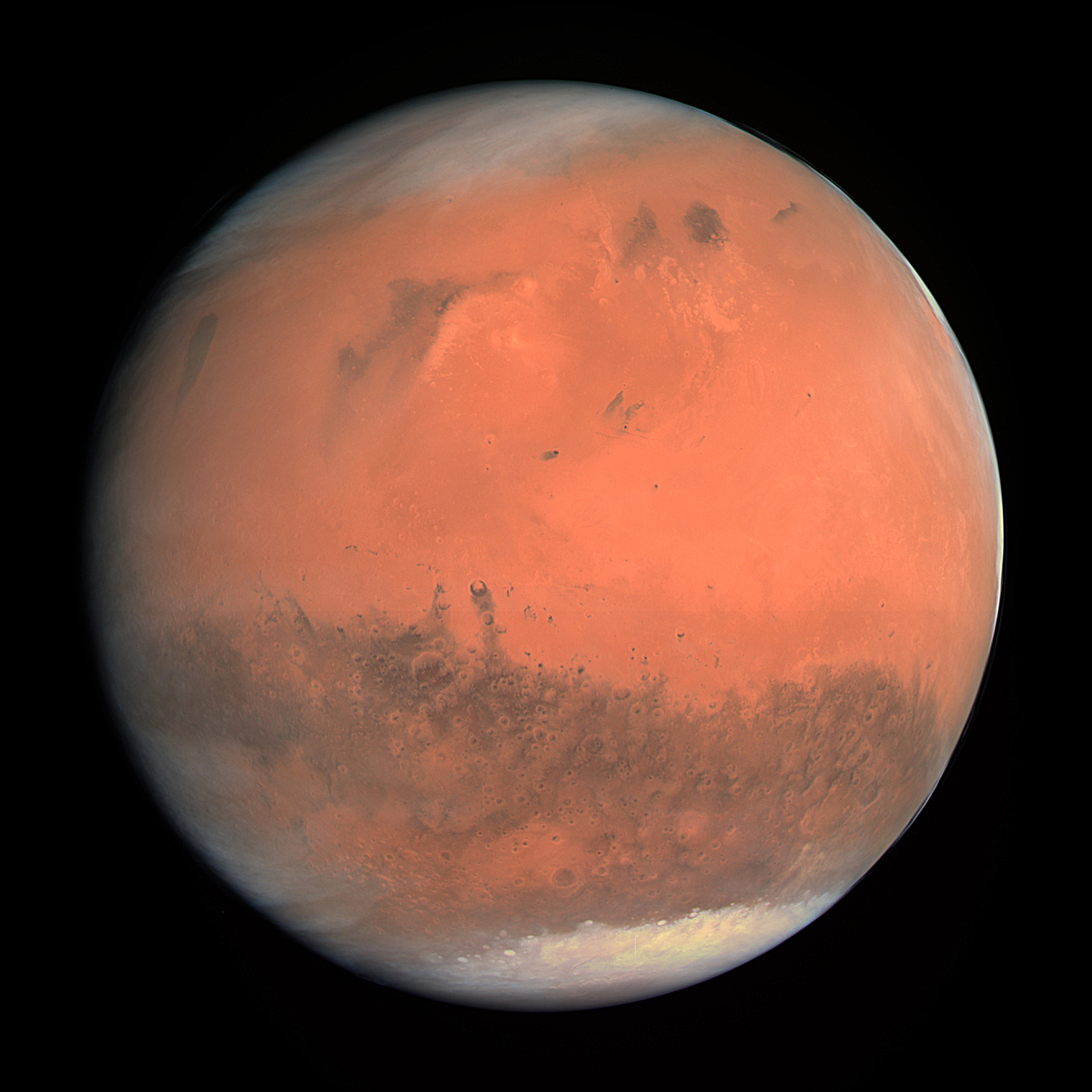
Ne reculant devant aucun danger, le Nyctalope poursuit les ravisseurs de sa fiancée Xavière de Ciserat sur la planète Mars.

Tout au long de ses aventures, une présence féminine est à ses côtés. De ce point de vue, Léo a, à tout âge, toujours été attiré par les jeunes femmes. Et pourtant, bien que Jean de La Hire relève que son héros s'est marié à quatre reprises, il n'offre quasiment jamais d'explication sur la disparition de sa femme. À côté de ses relations maritales, Léo a eu de nombreuses maîtresses, ce qui pourrait amener un comportement volage expliquant ainsi ses nombreux mariages.
Avant sa célébrité acquise par ses exploits d'explorateurs, Léo a été victime d'une agression. Il s'éprend de sa jeune infirmière, Aurora Malinoff. En réalité, la jeune femme, de son vrai nom Katia Garcheff, est membre d'une organisation terroriste et le livre à son amant. Torturé, puis poignardé, Léo est secouru par ses amis, mais il ne parvient pas à sauver Katia qui se suicide. Quelques années plus tard, alors que sa renommée est établie, le Nyctalope est fiancé à Xavière de Ciserat, la fille du ministre de la Marine. Kidnappée par l'organisation des XV, Léo part à son secours sur la planète Mars. Femme de caractère qui subjugue son geôlier, Xavière aide précieusement Léo à vaincre les XV. À la suite de leur victoire, Léo et Xavière se marient suivant les rites martiens. Première femme de Léo, Xavière n'est cependant plus mentionnée dans les romans suivants. C'est lors d'une croisière sur la Méditerranée en 1913, que le Nyctalope rencontre Irena Zahidof, une princesse russe âgée de vingt-deux ans. Ils nouent rapidement une relation amoureuse, néanmoins contrariée par son affrontement avec une ancienne maîtresse, l'espionne allemande, Wanda Stielman. Sa relation se termine brutalement, la princesse est victime d'une mort mystérieuse.
Au début des années 1920, le Nyctalope rencontre sa seconde femme, la célèbre cantatrice, Laurence Païli. Après avoir vaincu le criminel, Lucifer, qui la faisait chanter, Léo épouse Laurence, avec qui il a trois enfants. À l'instar de Xavière de Ciserat, Laurence Païli n'est plus mentionnée par la suite, le comportement volage de Léo pouvant être une explication d'un éventuel divorce. D'autant plus qu'à cette époque, le Nyctalope part gravir l'Everest où il rencontre la reine Khali VII. Aveuglée par son amour pour Léo, la jeune reine est renversée par un coup d'état qui n'échoue que grâce à l'intervention du Nyctalope. S'il apparaît au fil des romans que les femmes sont faites pour être dominées, la misogynie de La Hire est véritablement prégnante dans le roman L'Amazone du mont Everest. En effet, l'auteur décrit une société matriarcale qui ne fonctionne que parce que les hommes ne se conduisent pas comme tels : lorsque le Nyctalope arrive, il mate la révolution de palais et repart en France avec la reine qui a abdiqué.
Certainement le plus grand amour de Léo, Sylvie MacDhul est sa seule épouse qui apparaît dans plusieurs romans. Elle est au centre d'une prophétie de Nostradamus devant conduire à la chute de l'Antéchrist. Son précepteur, Gnô Mitang, découvre en Léo Saint-Clair le mari idéal qui doit permettre la réalisation de la prophétie. Tombant amoureux l'un de l'autre, Léo et Sylvie se marient et s'installent au château de Blingy, près de Versailles. De leur union naît un fils, Pierre. Authentique aventurière à l'instar de son mari, Sylvie est très investie dans la lutte contre les criminels, si bien qu'elle utilise sa fortune pour financer les activités du C.I.D.. Trois ans après la mort mystérieuse de Sylvie qui survient au début des années 1930, son aventure au Maroc lui permet de faire le deuil de sa femme : il y rencontre une jeune Marocaine, Naïma, dont il s'éprend.

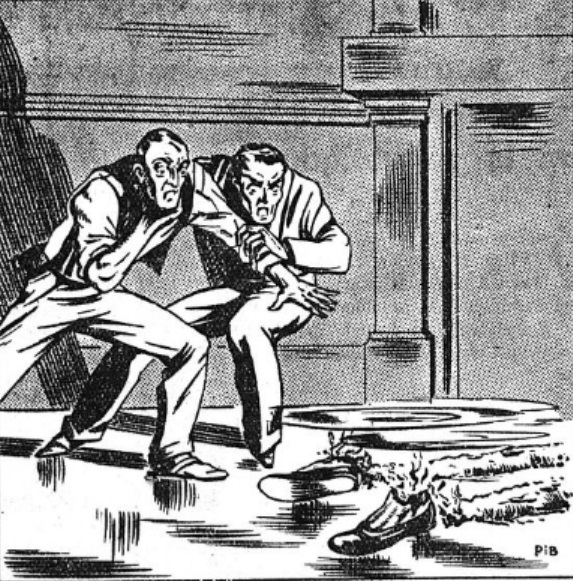
Les deux fidèles compagnons de Léo, Vitto et Socca, découvrent le corps désintégré de leur patron. Illustration du roman-feuilleton Les Drames de Paris parue dans Le Matin du 28 janvier 1941.

À la fin des années 1930, le Nyctalope enquête sur des morts mystérieuses au Tibet, où il y rencontre Li Jing-Pusa, l'actuelle Dalaï-Lama. Tombée amoureuse de lui, elle abandonne sa charge pour le suivre en France où elle s'installe avec ses domestiques dans un pavillon attenant à son château de Blingy. Néanmoins, c'est avec Véronique d'Olbans, une jeune infirmière beaucoup plus jeune que lui, que Léo Saint-Clair se marie pour la quatrième fois. Nièce de l'un de ses amis, Véronique participe à ses côtés à l'exploration de la planète Rhéa. Leur union ne semble pas durer, puisque c'est toujours en tant que célibataire, qu'au milieu des années 1940 Léo tombe amoureux d'une jeune femme de vingt ans, Dinah Ranson, bien qu'il ait conscience de leur très grande différence d'âge.

#### Les compagnons d'aventures
Au cours de ses aventures, le Nyctalope sollicite l'aide de ses nombreux amis et de relations publiques de manière épisodique. Néanmoins, il reste toujours accompagné d'un entourage fidèle. Les deux premiers serviteurs qui le suivent partout, apparaissent dans les romans Lucifer (1922) et L'Amazone du mont Everest (1925) : son valet de chambre Corsat et son chauffeur-mécanicien Jacquemin Pilou. Ils accompagnent Léo dans la majorité de ses déplacements et jouent un rôle déterminant dans la chute de Lucifer. Au milieu des années 1920, ils sont remplacés par deux Corses : Julien Vitto et Charles Soca. Ces deux amis d'enfance rencontrent Léo pendant la Première Guerre mondiale et participent à quasiment toutes ses aventures depuis celle narrée dans Titania (1929) jusqu'aux événements de La Sorcière nue (1955).
Depuis leur rencontre dans La Captive du démon (1927), Léo Saint-Clair compte également sur le soutien indéfectible de son ami Gnô Mitang. Diplomate japonais et conseiller personnel de l'empereur du Japon, Gnô devient le tuteur de Sylvie MacDhul à la mort de son père. Alliant ses forces avec celles de Léo, les deux hommes parviennent à vaincre l'Antéchrist sous les traits de Léonid Zattan. Devenus inséparables, Gnô et Léo affrontent nombre de menaces et de criminels ensemble jusqu'au milieu des années 1940.

### Des capacités surhumaines

#### Nyctalopie
Léo Saint-Clair est connu sous le nom du Nyctalope grâce à sa faculté de voir dans le noir :

« Les manuels médicaux donnent la nyctalopie comme une maladie, parce qu'en fait, elle est très relative et, sans procurer une totale clairvoyance nocturne elle diminue la visibilité diurne. Toutefois, en Léo Saint-Clair, à cause d'une qualité congénitale, phénomène de l'ensemble de l'organe visuel, la nyctalopie n'était pas une demi-infirmité, mais un état normal, parfait, qui comportait une puissante acuité de vue pendant le jour et une clairvoyance plus que suffisante la nuit. [...] On comprend aussi que grâce à [sa nyctalopie] il était indemne de bien des aventures où tout autre homme aurait succombé. Ce qui n'empêche point que l'on peut, avec sagesse, voir en Saint-Clair le Nyctalope le symbole de l'esprit français, dont l'incomparable clairvoyance a toujours fait l'admiration du monde. »

— Jean de La Hire, Le Maître de la Vie.
Cette nyctalopie, qualifiée de « divin attribut » par une prophétie de Nostradamus dans le roman La Captive du démon, est mise à profit par Léo Saint-Clair dans ses nombreuses aventures.
Longtemps, sans fournir d'explications au mystérieux don de son héros, Jean de La Hire en offre les origines en 1933 avec le roman L'Assassinat du Nyctalope, qui raconte la première aventure de Léo à l'âge de vingt ans. Ainsi, après que l'espion anarchiste Sadi Khan vole une invention du père de jeune homme, celui-ci se lance avec ses amis sur les traces du voleur. C'est lors de cette poursuite qu'il reçoit une blessure à la tête : une balle touche les nerfs optiques et le jeune homme pense avoir perdu la vue. Cependant, il découvre qu'au contraire il est devenu nyctalope.

#### Initiation aux sciences occultes

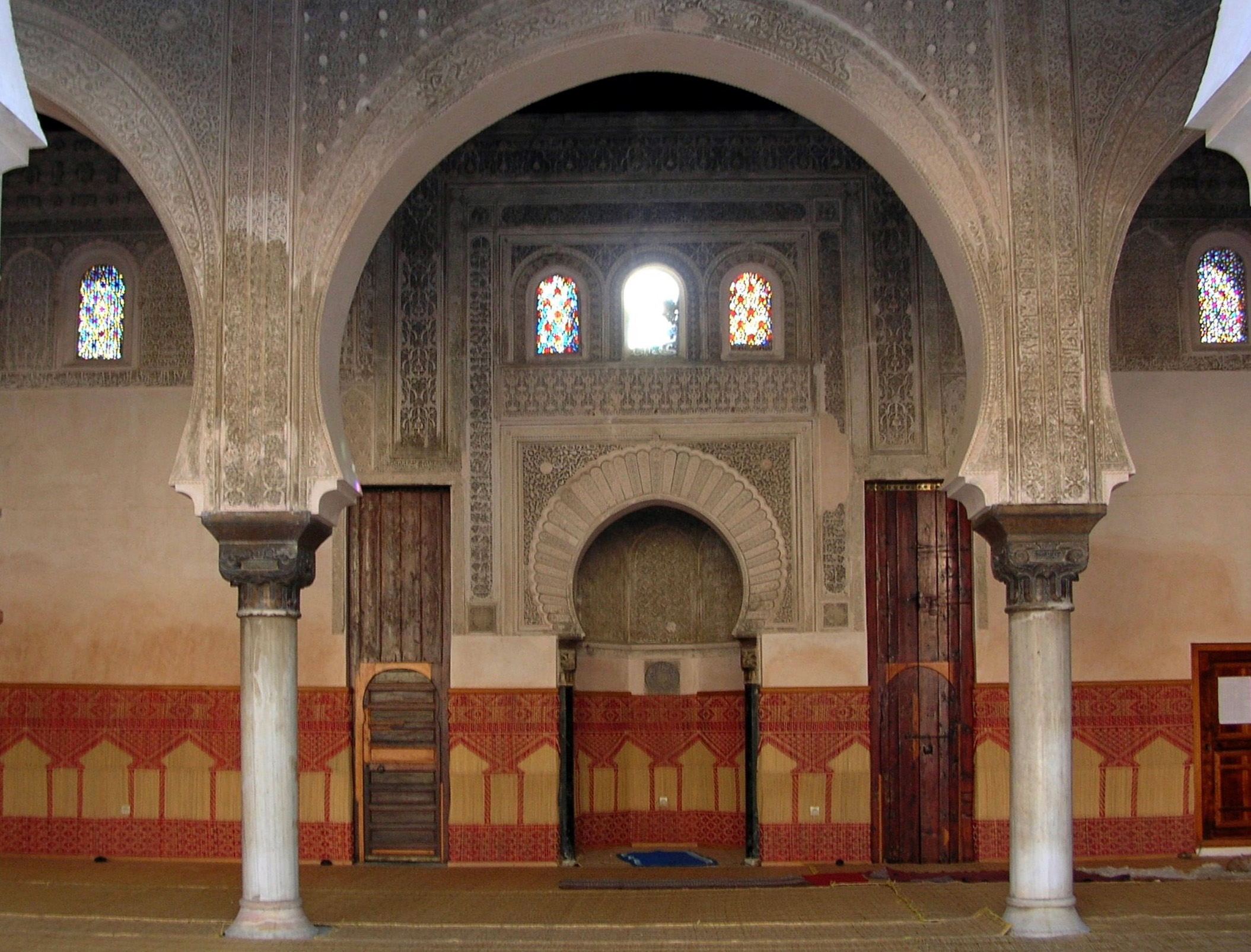
Léo Saint-Clair a été initié à l'ésotérisme de l'Islam dans les écoles coraniques de Fès au Maroc. Ici le mihrab de la médersa Bou Inania de Fès.

Outre son don de nyctalopie, Léo Saint-Clair compte également sur ses connaissances en sciences occultes pour accomplir ses exploits au cours de sa carrière d'aventurier. C'est durant son séjour au Tibet, où il est confronté à de nombreux mystères ésotériques, qu'il apprend des exercices psychiques, qu'il met en pratique quotidiennement. Par exemple, dans Le Mystère de la croix du sang, Léo explique qu'il a adopté une pratique rationnelle du nudisme en chambre, dérivée du toumo, qui permet de repousser les limites de résistance au froid et de fortifier son corps.
Ainsi, grâce à ses connaissances acquises au Tibet, Léo parvient à détecter les cas d'envoûtement, à l'instar de l'emprise de Montluc/Cultnom sur Madeleine d'Evires dans Le Roman d'une nuit, ou de celui qui touche son ami Jacques d'Hermont dans Le mystère de la croix du sang. Dans ce roman, le Nyctalope reconnaît les symptômes : mal mystérieux, dépressions, qui sont les mêmes maux que ceux déclenchés par les Thibétains pour empêcher l'accès à leur lamaserie, utilisés par Armand Logreux à des fins personnelles et malhonnêtes. Jean de La Hire nous précise que Léo a étudié ces mêmes sciences occultes, mais que pour des raisons morales, il s'en interdit l'usage.
Au cours de ses aventures, le Nyctalope diversifie et approfondit ses connaissances ésotériques. En effet, s'il s'intéresse au mysticisme chrétien lorsqu'il rédige sa Vie de sainte Thérèse d'Avila, il se rend également au Maroc à l'invitation de son ami Rachid ben Atia. Par son intermédiaire, il est admis dans les médersas de Fès, et s'ouvre ainsi à l'ésotérisme de l'Islam. En définitive, ses différentes expériences lui ont permis de développer une grande force psychique, non seulement en le protégeant des attaques mentales, mais également en lui conférant un ascendant sur ses ennemis. C'est ainsi grâce à sa force de volonté, son charisme qu'il met fin au putsch de l'usurpatrice Li Changaï dans le royaume caché de l'Himalaya dans le roman L'Amazone du mont Everest.
Dès le début de ses explorations, il est confronté à des mystères en rapport avec la jeunesse éternelle, pratiques qu'il rencontre à nouveau dans les années 1930, lors sa rencontre avec la secte des Adorateurs de sang de Alouh-T'Hô. Léo révèle, par ailleurs, dans La Sorcière nue, qu'outre une pratique régulière d'exercices physiques, il pratique lui-même des exercices spirituels destinés à prolonger la vie. Auparavant, La Hire l'a doté d'un cœur artificiel dans L'Assassinat du Nyctalope en 1933. En effet, lorsqu'il infiltre l'organisation de Sadi Khan, Léo est découvert. Il est alors torturé et poignardé avant que ses amis ne viennent le libérer. Il ne doit sa survie qu'à la greffe d'un cœur mécanique inventé par le docteur de Villiers-Pagan. Ces moyens scénaristiques tardifs visent à justifier, pour La Hire, la longévité de son héros qui poursuit ses périlleuses activités pendant un demi-siècle.

### Les difficultés pour établir un cycle cohérent
Lors de l'écriture du premier volume des aventures du Nyctalope, Jean de La Hire réintroduit quelques personnages de son roman précédent L'Homme qui peut vivre dans l'eau. Cependant, malgré cette volonté de construire une saga littéraire, il échoue à présenter un cycle cohérent tant les incohérences apparaissent au fil des romans.

#### Une saga truffée d'incohérences

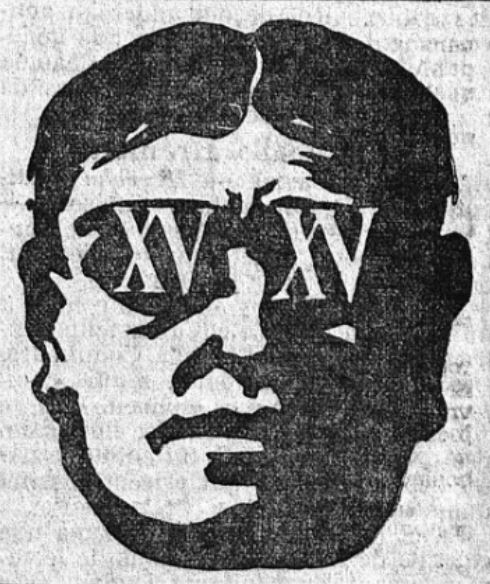
Cet encart publicitaire représentant le Nyctalope, paraît dans Le Matin du 21 avril 1911 pour annoncer la prochaine parution du Mystère des XV.

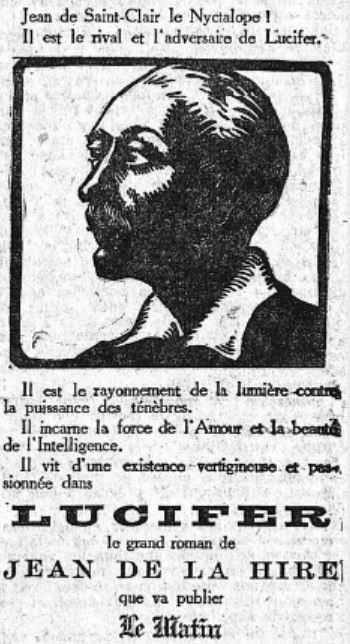
Portrait du Nyctalope dans un encart publicitaire annonçant le deuxième volume de ses aventures en 1921. Son nom a été modifié (devenu Jean de Saint-Clair, puis Jean de Sainclair dans le roman) ainsi que son physique.

Tout d'abord, le nom du héros varie entre ses premières aventures : appelé « Léo Sainte-Claire » dans Le Mystère des XV en 1911, il devient « Jean de Saint-Clair » ou « Jean de Sainclair » dans le deuxième volume paru en 1921 Lucifer, avant d'être définitivement fixé à « Léo Saint-Clair » dans les romans suivants. Il est, par ailleurs, appelé Léon dans Belzébuth, ce qui pourrait impliquer que Léo ne soit en réalité qu'un diminutif.
Le physique de Léo évolue aussi au fil des romans. En effet, s'il apparaît comme un homme mince et de petite taille en 1911, il devient grand et au corps athlétique dans les volumes qui suivent. La description de ses yeux, qui symbolisent son fantastique pouvoir, ne semble également pas fixée : décrits comme « immenses, très largement fendus, et la pupille dilatée, d'un bizarre jaune or, entourait d'un large cercle l'iris noir » dans Le Mystère des XV (1911), puis « noirs le plus souvent, mais verts parfois et parfois jaunes » dans Lucifer (1921), dans Le Maître de la Vie (1938), les yeux du Nyctalope sont « bruns à l'ordinaire, ils changent de couleur, soit selon les mouvements de la pensée, soit selon les heures du jour et de la nuit, et ses changements vont jusqu'à les faire paraître noirs ».
Lorsque Jean de La Hire entreprend le récit des aventures du Nyctalope, il le présente comme le « fils du capitaine de vaisseau » Sainte-Clair, qui a combattu l'Hictaner dans le roman L'Homme qui peut vivre dans l'eau. Cette filiation est modifiée dans les récits postérieurs. Dans le roman L'Assassinat du Nyctalope qui retrace les origines de son pouvoir de clairvoyance, Léo est le fils de Pierre Saint-Clair, un ingénieur vivant en région parisienne ; tandis que dans La Croisière du Nyctalope, son père, « haut fonctionnaire du Quay d'Orsay » résidant en Russie, est chargé de négocier l'alliance franco-russe de 1892,.
Ainsi, à travers notamment ces différentes filiations, ce sont trois versions de l'enfance de Léo qui apparaissent, qu'elle se déroule en Russie selon La Croisière du Nyctalope, en région parisienne selon L'Assassinat du Nyctalope ou enfin dans le Roussillon dans les romans Gorillard, Le Mystère de la croix du sang et Les Drames de Paris,.
Ces contradictions internes s'expliquent en partie par la chronologie fluctuante de ses aventures. Ainsi, sa date de naissance ne peut être établie avec certitude, et seul le jour de naissance, fixé au 7 mai dans Lucifer, n'ayant pas été contredit, peut être avancé. Dans sa première aventure, Léo est âgé de 33 ans, cependant l'année du récit semble avoir été modifiée en cours de publication. En effet, dans un communiqué du quotidien Le Matin annonçant la prochaine parution du Mystère des XV, les événements narrés sont fixés au mois de septembre 1934 ; malgré cette précision, il semble que Jean La Hire opère dans le récit un déplacement de l'action dans le temps en recentrant les événements à son époque de publication, c'est-à-dire en 1911. Il serait, par conséquent, né en 1877. Entre 1911 et 1955, durant la période de parution de ses aventures, le Nyctalope ne semble vieillir que très lentement. Ainsi, s'il est seulement âgé de 35 ans au début des années 1920 dans Lucifer (1921-1922), il approche des 50 ans en avril 1937 dans Le Maître de la Vie (1938). Finalement, son année de naissance glisse à la fin du cycle vers les années 1887-1888.
Jean de La Hire précise pour certains volumes la date des événements, ce qui ne rajoute en réalité que contradictions internes au cycle, dans le mesure où Léo parvient à se retrouver à plusieurs endroits au même moment, ou marié à plusieurs épouses simultanément. Enfin, au cours de sa vie amoureuse, Léo est devenu père à quatre reprises, néanmoins Jean de La Hire ne mentionne qu'un seul enfant : Pierre, fils de Sylvie. De plus, dans Les Mystères de Lyon, Pierre est parti étudié à l'université de Leipzig ; Léo ayant rencontré Sylvie dans les années 1920, lors des événements de Lyon se déroulant en 1932, Pierre ne devrait être qu'un enfant. Cette anomalie d'âge apparaît également chez un ennemi du Nyctalope : Hughes Mézarek, fils de Titania et de Maur Korridès, puisqu'à l'époque où il enlève Sylvie et Pierre, il ne devrait être en réalité qu'un enfant.

#### Les tentatives d'explications

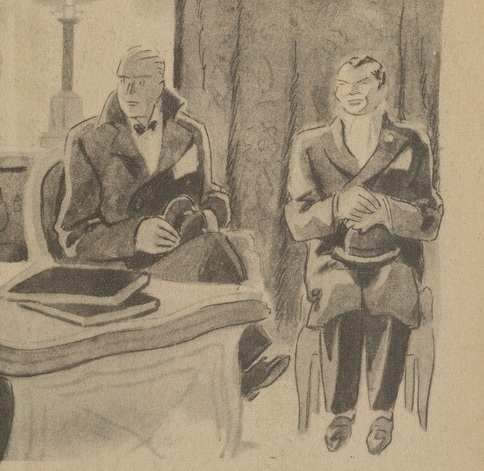
Léo Saint-Clair et Gnô Mitang enquêtent dans le Paris occupé dans Le Roman d'une nuit. Illustration d'Henry Fournier.

Outre la réactualisation des aventures du Nyctalope qui permet de bâtir directement un cycle cohérent à la manière de Serge Lehman et Gess dans leur trilogie de bandes-dessinées L'Œil de la Nuit, quelques auteurs ont tenté de démêler la saga de La Hire pour faire émerger un ensemble rationnel.
L'essayiste Jacques Van Herp, spécialiste de science-fiction, a été le premier à établir la biographie du Nyctalope en 1972. Pour proposer un ensemble cohérent et surtout expliquer des faits inconciliables, Jacques Van Herp propose deux explications : certains faits sont volontairement erronés et surtout il existe deux univers parallèles dans lesquels se déroulent les aventures du Nyctalope. Tout d'abord, il explique que Jean de La Hire a volontairement bâti une intrigue semée d'anomalies à des fins d'enjolivement du récit, mais également afin de protéger la respectabilité de Léo et de ses maîtresses. Par exemple, l'incohérence concernant l'âge de Pierre au moment des agissements des Adorateurs de Sang s'expliquerait par le fait que ce fils, présenté comme celui de Sylvie, serait en réalité le fils naturel qu'il aurait eu avec Iréna (l'enfant ayant la même chevelure blonde et les mêmes yeux bleus que la princesse). En outre, Van Herp émet l'hypothèse de l'existence de deux trames chronologiques pour classer les romans du Nyctalope : l'une se déroulant dans un monde parallèle au nôtre, l'autre dans notre monde réel. Dans cette première trame uchronique, qui se serait constituée au début du XXe siècle, la France a colonisé la planète Mars, un empire allemand s'est constitué en Asie centrale et des paquebots sous-marins sillonnent les mers. Cette hypothèse permet également de justifier les différentes descriptions du Nyctalope, correspondant à deux personnages différents.
Dans les années 2010, la maison d'édition américaine Black Coat Press et sa filiale francophone Rivière Blanche, entreprennent d'expliquer les incohérences laissées par La Hire en publiant des nouvelles inédites. C'est notamment le choix effectué par Emmanuel Gorlier, dans son essai consacré en 2011 au personnage : Nyctalope ! L'Univers extravagant de Jean de La Hire. Plutôt que de sélectionner des faits, il préfère ajouter du liant, en s'appuyant notamment sur les nouvelles écrites par les nombreux auteurs de chez Rivière Blanche. Ainsi, si Jacques Van Herp rejette les criminels agissements de Mézarek au motif qu'il ne devrait être qu'un enfant au moment du roman Belzébuth, Emmanuel Gorlier lève cette incohérence en expliquant que Mézarek a développé une combinaison temporelle dans les années 1940, ce qui lui permet d'être un adulte dans les années 1920. Ces nouvelles apocryphes permettent ainsi de lever de nombreuses incohérences et combler les nombreux trous dans la carrière de Léo Saint-Clair.

## Analyse des thèmes dans le cycle de La Hire

### Littérature populaire

#### Un récit feuilletonesque

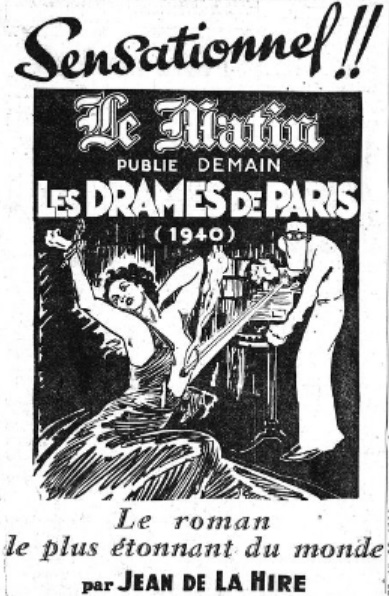
Encart publicitaire annonçant la prochaine parution du roman-feuilleton Les Drames de Paris en une du Matin.

En passant du journal littéraire de gauche Gil Blas au quotidien grand public Le Matin, La Hire adopte les thèmes de la littérature populaire. Avec la publication des aventures du Nyctalope, il poursuit ainsi cette veine qui lui a valu un réel succès avec son premier roman, La Roue fulgurante.
Parce qu'elle touche un vaste lectorat très diversifié, la littérature populaire englobe une grande variété de genres, dont les aventures du Nyctalope abordent nombre d'entre eux : le merveilleux-scientifique, un sous-genre de la science-fiction, qui met en avant des éléments conjecturels ; des thèmes du roman sentimental, destinés à toucher un lectorat féminin ; le roman policier ; ou encore une importance des thèmes ésotériques où se côtoient cabale et satanisme.
Sur le modèle des romans populaires contemporains, La Hire utilise les procédés classiques qui permettent d'entretenir un rythme soutenu à l'action : les nombreux rebondissements, les portes secrètes, escaliers dérobés, ou encore châteaux mystérieux. Outre ce cadre formalisé, il apporte néanmoins quelques nouveautés, à l'instar des inventions scientifiques, qui prennent une place prépondérante dans ses récits. Par ailleurs, bien qu'il aborde les thèmes sentimentaux, passage obligé de la littérature populaire, il ne s'y attarde pas. C'est notamment la raison pour laquelle il rompt avec la tradition romanesque française des coïncidences des liens familiaux entre les protagonistes. Ainsi dans Le Mystère des XV, après qu'Oxus a fait enlever la sœur adoptive de Saint-Clair, qui est en réalité sa propre fille, La Hire délaisse totalement cette révélation pour se concentrer sur ce qui lui tient réellement à cœur : la colonisation de Mars. Et pourtant, les éléments de science-fiction qui ponctuent les aventures du Nyctalope ne constituent pas des fins en soi pour La Hire, dans la mesure où l'intrigue relève en premier lieu du roman d'aventures classique. La Hire s'inscrit donc bien dans la tradition des romans populaires, où les éléments de science-fiction ne représentent qu'un prétexte à une aventure trépidante.
Enfin, Jean de La Hire utilise les stéréotypes de la littérature populaire, avec les jeunes femmes à secourir, les vilains dotés d'une haine implacable. Et s'il est relativement sadique envers ses personnages, tous ses écrits se terminent néanmoins par des fins heureuses.
En devenant romancier populaire, Jean de La Hire change sa méthode de travail pour devenir un écrivain extrêmement prolifique : il entreprend de dicter son récit à un secrétaire ou à un dictaphone. Cette méthode, si elle permet de gagner en productivité, a néanmoins l'inconvénient d'alourdir la narration ; son style manque de fluidité avec des descriptions trop nombreuses et systématiques. Par ailleurs, il est soumis à de nombreuses obligations éditoriales : il doit livrer deux grands romans par an au Matin, tout en satisfaisant ses engagements auprès des éditeurs Tallandier et Ferenczi. Cet intense rythme de production le pousse à travailler sur plusieurs romans à la suite, voire à la fois. Tous ces éléments ont des conséquences sur le développement de ses romans, à savoir les intrigues décousues, inexploitées, les fins souvent bâclées.
Le support du roman-feuilleton impose en lui-même des contraintes aux auteurs. La grande majorité des aventures de Léo Saint-Clair ont été publiées quotidiennement au « rez-de-chaussée » du journal Le Matin. Cette forme de récit implique une certaine technique d'écriture, celle de l'improvisation quotidienne, sans possibilité de se relire ou de se corriger. La Hire est ainsi contraint d'adapter son récit au fur et à mesure de la publication, en fonction des attentes des lecteurs.
Jean de La Hire établit son récit avant tout sur les intrigues au détriment du mode narratif, qu'il délaisse véritablement. Ainsi, il ne s'embarrasse à décrire ni les personnages, ni les décors. Par exemple, lorsqu'il fait arriver le Nyctalope sur la planète Mars dans Le Mystère des XV, il se contente de quelques phrases succinctes pour situer le décor où évoluent les héros, se contentant de renvoi, à travers quelques termes clés, à un univers générique purement intertextuel. Quant aux personnages du cycle, ils n'ont ni aspect physique, ni personnalité propre.
Et pourtant, malgré sa volonté de construire ses récits principalement sur les intrigues, ceux-ci reposent très souvent sur des bases invraisemblables, à l'instar des organisations secrètes dont les agents sont connus ou qu'un simple postiche suffit à duper. Ainsi, Léo Saint-Clair affronte des vilains aux comportements souvent absurdes, à l'instar d'Oxus dans Le Mystère des XV qui réalise seulement au bout de dix ans d'implantation sur Mars que ses hommes désirent une compagne, et qui, pour y remédier, choisit les jeunes femmes les plus en vue de la haute société, compromettant par conséquent leur situation secrète ; de Léonid Zattan dans La Captive du démon, qui perd soudainement le contrôle des événements qu'il maîtrisait parfaitement ; ou encore de Titania, dans le roman homonyme, qui assume un rôle de subalterne dans une organisation dont elle est théoriquement la cheffe.

#### Un écrivain engagé

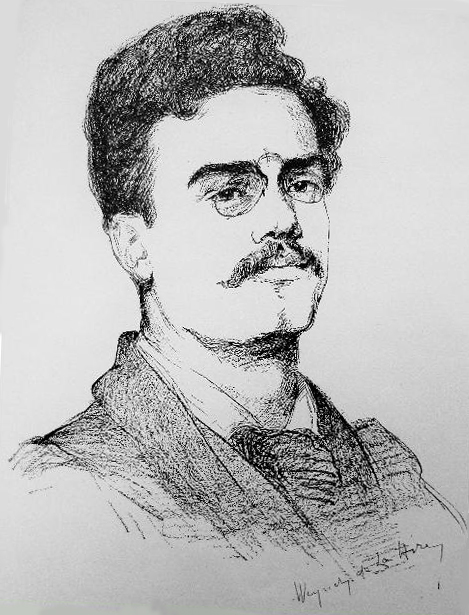
Jean de la Hire portraituré par son épouse Marie, vers 1905.

S'il a pu introduire certaines réflexions politiques pour plaire au lectorat du Matin, journal anticommuniste, Jean de La Hire a également connu une évolution de ses opinions politiques qui se ressentent dans ses récits.
Écrivain véritablement engagé, il privilégie les sujets d'actualité dans son œuvre. En effet, s'il aborde les thèmes classiques de la littérature populaire pour construire ses intrigues : les captations d'héritages, les enfants perdus et retrouvés, les amours contrariées…, ils n'ont néanmoins qu'une place secondaire. Les motivations de ses ennemis obéissent avant tout à des raisons politiques.
Après la Première Guerre mondiale, la peur de la revanche allemande motive la haine anti-germanique de La Hire. Ainsi, dans le second volume des aventures du Nyctalope, le criminel Glô von Warteck prend le nom de Lucifer et rêve de domination mondiale. Son machiavélisme transparaît à travers son physique impressionnant et inquiétant, fortement influencé par l'imagerie anti-allemande du début du XXe siècle.
Néanmoins, dans le cycle Nyctalope, l'une des principales préoccupations de La Hire porte sur la menace du péril jaune. C'est pourquoi, il recrute principalement ses vilains parmi les nations asiatiques. À la fin des années 1930, s'il semble débarrassé de cette obsession, il reste néanmoins investi dans la lutte contre le communisme qu'il considère comme un danger intérieur, capable de restructurer le pays autour d'une doctrine cohérente.
Les ennemis de Léo sont souvent des révolutionnaires communistes, bien que leur motivation ne soit pas sincère : cette idéologie n'est en réalité qu'un moyen de manipulation des masses, destiné à leur permettre de conquérir le pouvoir à des fins personnelles. Progressivement, le Nyctalope suit l'évolution politique de son auteur. Dans le feuilleton La Captive du Démon (1927), La Hire fait lutter son héros contre le criminel Léonid Zattan, un prince d'Asie centrale, et c'est à cette occasion qu'il lui adjoint un ami japonais, Gnô Midang, qui va désormais le seconder. Le Japon impérial est en effet considéré à l'époque comme l'un des remparts contre l'URSS.
Dans la plupart de ses aventures, le Nyctalope affronte des individus, des sociétés secrètes qui veulent en finir avec l'homme libre, les mettre dans le même moule afin de les contrôler. Si, Jean de La Hire promeut à travers son héros, une conception humaniste de l'Homme, il n'en admire pas moins les meneurs d'hommes, à l'instar de Mussolini jusqu'en 1935, capable de fédérer autour de sa personne toute une nation.
L'attitude de La Hire vis-à-vis de l'Allemagne évolue dans l'entre-deux-guerres. De la haine anti-allemande à la sortie de la guerre, ses sentiments portent progressivement l'influence d'Aristide Briand en faveur d'un rapprochement franco-allemand. C'est dans cet esprit de réconciliation, qu'il fait étudier Pierre, le fils de Léo, à Leipzig dans le roman Les Mystères de Lyon. Il n'en reste pas moins farouchement antinazi dans les années 1930, qui représente à ses yeux un danger extérieur, essentiellement de nature belliciste, heureusement bloqué à la frontière de la France. À partir de 1937, son attitude envers l'Allemagne devient ambiguë, et oscille entre la peur et l'admiration.
C'est en juin 1940 que le traumatisme de la défaite française amorce un retournement idéologique total avec son ralliement à l'occupant allemand. Également attisé par l'opportunité professionnelle qui s'offre à lui avec sa nomination à la direction des éditions Ferenczi, La Hire publie des essais en 1940 dans lesquels il dresse un tableau des responsables de la défaite, fortement imprégné d'antiparlementarisme, d'anglophobie et d'antisémitisme. En partie orchestré par la propagande allemande à destination de la France, un sentiment anti-anglais éclate en 1940, auquel participe La Hire. Converti au pétainisme et à la collaboration avec l'Allemagne nazie, il accuse la rapacité de l'Angleterre d'avoir provoqué, notamment grâce à l'influence néfaste des Juifs, la défaite de la France.
Néanmoins, l'engagement collaborationniste de La Hire, exposé ouvertement dans plusieurs de ses essais, n'est pas clairement affiché dans le cycle Nyctalope. Cependant, son soutien à la propagande allemande et vichyste se traduit en filigrane à travers les criminels qu'affronte le Nyctalope, sous les traits d'Anglais (Les Drames de Paris, Le roman d'une nuit), de Juifs (Les Drames de Paris) et de Roms (L'Enfant perdu) ; et de manière beaucoup plus explicite dans le Les Drames de Paris lorsqu'il vante « l'Europe nouvelle » qui se dessine en 1941.

### Un proto super-héros

#### Le super-héroïsme traité par Jean de La Hire

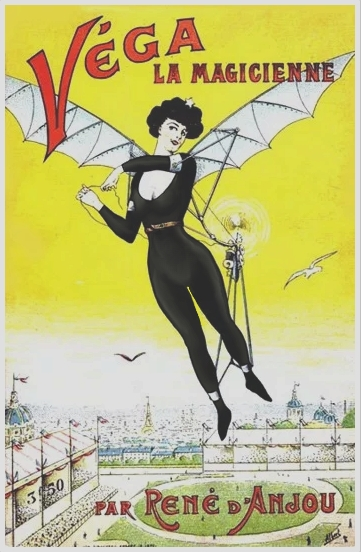
Contemporaine du Nyctalope, l'Oiselle de Renée Gouraud d’Ablancourt appartient à cette catégorie d'humains améliorés qui partent combattre le crime dans la littérature populaire du début du XXe siècle en France.

Parfois décrit comme l'un des premiers super-héros, le Nyctalope présente plusieurs des attributs communément associé à ce type de personnages, à savoir des capacités « surnaturelles », l'utilisation d'outils technologiques sophistiqués et un nom de code. Cependant, il ne correspond pas exactement à la définition classique du super-héros, dans la mesure où il n'a pas d'identité secrète — « le Nyctalope » n'est qu'un surnom faisant référence à son aptitude visuelle, et sa véritable identité, Léo Saint-Clair, est connue de tous — ni de costume distinctif, et n'est pas à proprement parler un justicier.
Les aventures du Nyctalope sont néanmoins l'occasion, pour Jean de La Hire, d'exploiter le thème du surhomme. En effet, si en construisant son double littéraire, La Hire a voulu compenser ses propres faiblesses et ses problèmes de santé, il s'inscrit également dans un mouvement littéraire plus général, où les surhommes fleurissent dans la littérature populaire du début XXe siècle : ces héros se caractérisent par un pouvoir intellectuel, psychique extraordinaire ou par des capacités physiques, qui les mettent au-dessus de l'être humain moyen.
Ainsi, en appliquant l'idée de supériorité que son héros aurait acquise sur le reste du genre humain, La Hire lui attribue un certain nombre de capacités surhumaines : la nyctalopie, un vieillissement ralenti grâce à son cœur artificiel et à ses exercices spirituels, une très grande force mentale. Sans créer véritablement un super-héros, il participe néanmoins à la modernisation du personnage du surhomme, en lui conférant un super pouvoir.
Par ailleurs, influencé par les idées de Darwin, il conçoit en 1911 son personnage à travers un prisme raciste, dans lequel le Nyctalope apparaît comme l'étendard d'une supériorité de la « race latine » face aux « races anglo-saxonnes » et surtout « noires ». Néanmoins, sa vision du surhomme n'est pas exclusive aux « races latines », dans la mesure où l'ami japonais de Léo, Gnô Mitang, s'en rapproche véritablement.
Précurseur des super-héros, le Nyctalope est décrit comme un héros complet. Outre sa connaissance de nombreuses langues, il pratique le jiu-jitsu, sait piloter avions et sous-marins. D'ailleurs, dès sa première aventure, La Hire vante ses exploits et son écrasante supériorité sur ses contemporains, si bien que même ses ennemis admirent son charisme. Néanmoins, ses seules compétences ne lui suffisent pas pour venir à bout de ses adversaires, et il ne parvient à atteindre ses objectifs que grâce au secours de ses amis et aux erreurs de ses ennemis. Véritablement, pour La Hire, le super-héroïsme du Nyctalope n'est qu'un élément purement narratif, dont le véritable pouvoir est en réalité sa faculté de clairvoyance au sens large. D'ailleurs, comme son nom (Saint-Clair) et son surnom l'indiquent, l'essence de sa nature est la clarté. Ainsi, outre sa nyctalopie qui lui permet de voir littéralement dans le noir, grâce à sa clairvoyance, Léo dissipe les ténèbres qui obscurcissent et troublent habituellement la vision humaine. C'est en ce sens, qu'il incarne lui-même l'idéologie du progrès, mise en œuvre dans le ton de ses aventures, empreintes de merveilleux-scientifique.

#### Un partisan de l'ordre établi

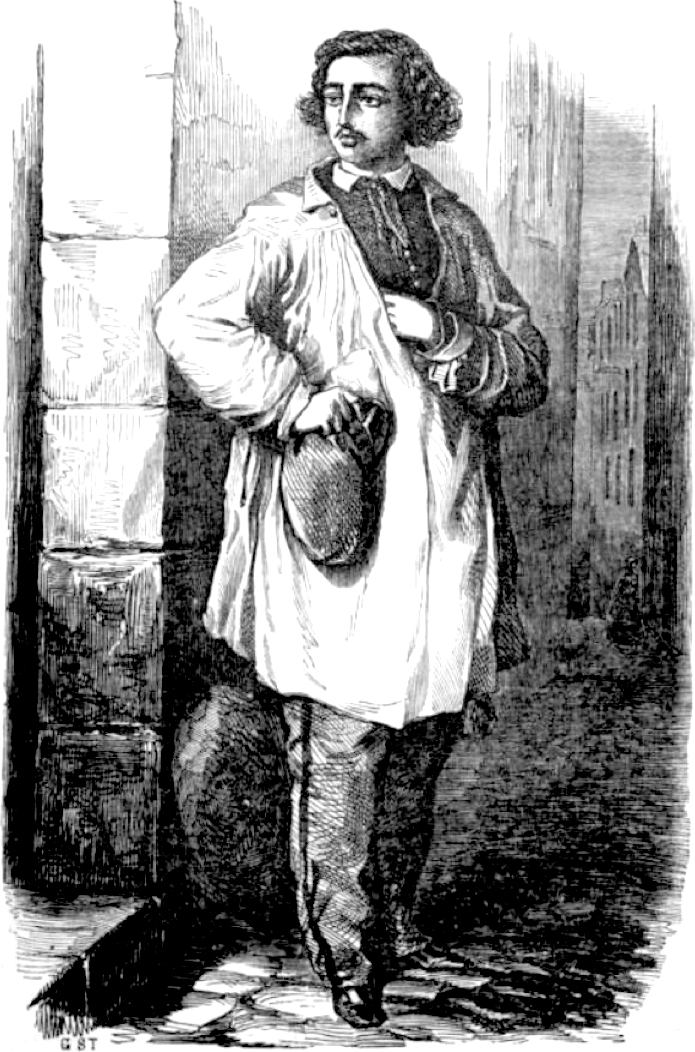
Contrairement à Rodolphe, le héros des Mystères de Paris, le Nyctalope se désintéresse des difficultés des gens du peuple.

Léo Saint-Clair ne peut pas véritablement être qualifié de justicier, dans la mesure où il n'en fait pas une activité à part entière. Et pourtant, il vient néanmoins régulièrement au secours de ses amis, mais également des institutions. À cet égard, c'est en véritable partisan de l'ordre qu'il vient au secours des gouvernements comme La Hire nous le rapporte dans Lucifer lorsqu'il « avait [...] réduit à merci, dans le Sud-Marocain, le dernier des chefs dissidents [...] avait découvert et délivré le roi d'Espagne, enlevé et séquestré par une bande de terroristes [...] avait, en Chine, capturé et fusillé un triumvirat de fous lucides, genre Lénine, qui travaillaient avec succès à faire de l'immense empire asiatique un enfer anarchiste ».
Dans toutes ses œuvres, Jean de La Hire montre son intérêt pour les personnages issus de la bourgeoisie et de l'aristocratie, classe dont il a une vision majoritairement positive. À la différence de Rodolphe, le héros d'Eugène Sue, le Nyctalope ne s'intéresse pas aux questions sociales, il ignore les gens du peuple. Avec la création du C.I.D. au début des années 1930, financé par des mécènes aisés, des entreprises et des États européens, Saint-Clair protège l'ordre et défend, de manière encore plus explicite, ceux qui détiennent le pouvoir. Son rôle de justicier se résume ainsi à aider ses amis et affronter les vilains qui menacent la civilisation occidentale. Ce respect de l'ordre établi s'inscrit chez La Hire dans une réflexion omniprésente, dans laquelle la place du chef tient une place très importante. Cependant, chez lui, ce terme reste positif et prend le sens de meneur d'hommes, c'est-à-dire que c'est grâce à son charisme que l'autorité du Nyctalope est librement acceptée par tous.
Son combat permanent contre les ennemis de la civilisation occidentale en général, et de la France en particulier, s'inscrit dans le prolongement des valeurs patriotiques que défend Léo Saint-Clair. C'est pourquoi, au delà de la notion de justicier, Jean de La Hire dépeint le Nyctalope, avant tout, comme l'incarnation parfaite du héros français :

« Incarnation du Français qui, de quelque classe sociale qu'il soit originaire, a compté bientôt parmi l'élite intellectuelle et agissante de la nation, élite tout à la fois conservatrice et constructive, traditionaliste et réformatrice, chez qui l'audace calculée des évolutions est ennemie de l'aveugle témérité des révolutions. »

— Jean de La Hire, Le Maître de la Vie.
Par ailleurs, ses aventures prennent place dans la première moitié du XXe siècle, une époque où la France est encore une grande puissance coloniale à la tête d'un vaste empire. C'est la raison pour laquelle Saint-Clair agit en fonction de cet état de fait, convaincu d'une part de la supériorité et de l'importance que revêt la nationalité française dans le monde, et d'autre part avec la certitude que cette situation est appelée à perdurer dans le temps.

### Le Nyctalope et la science-fiction
Bien qu'il écrit pour un lectorat non préparé à la science-fiction, plutôt habitué aux romans policiers et aux romans sentimentaux, Jean de La Hire a souvent utilisé le merveilleux-scientifique en arrière-plan de ses œuvres. Le succès rencontré avec notamment la série du Nyctalope lui permet d'apparaître comme une figure de l'anticipation scientifique française d'avant-guerre, et plus particulièrement comme une des figures importantes de la « science-fiction post-vernienne », qui se distingue par le traitement fantaisiste des récits pseudo-scientifiques que proposait la génération d'écrivains précédents. Ainsi, Jean de La Hire s'inscrit dans un courant profond du genre science-fiction, en réalisant une synthèse des œuvres de Jules Verne, de Wells et de Flammarion.

#### Les inventions, un élément majeur du cycle

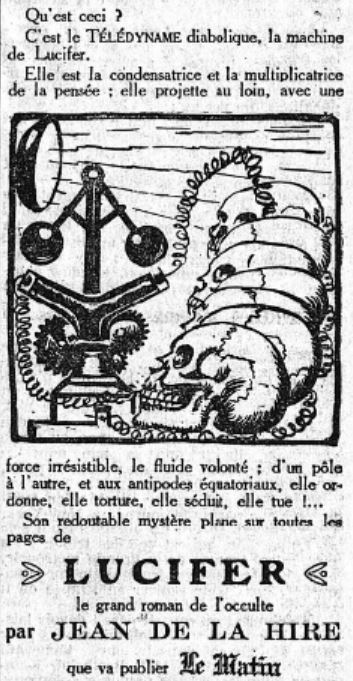
Le télédyname est une invention de Lucifer, qui s'alimente grâce à la radioactivité contenue dans trois grammes de radium, accouplée à l'énergie de sept crânes métalliques contenant l'énergie de milliers de cerveaux.

Si l'armature des aventures du Nyctalope se construit autour des faits politiques, les inventions technologiques occupent néanmoins une place importante dans la trame des romans. Et de ce point de vue, La Hire est un auteur prolifique et inventif tant il parsème ses romans d'inventions scientifiques.
Les nombreux progrès qui surviennent dans l'aéronautique sont médiatisés en ce début du XXe siècle, à l'instar du vol de Louis Blériot au-dessus de la Manche en 1909 qui connaît un très grand retentissement dans l’opinion publique. Ces nouveautés ouvrent les portes à l'imagination des visionnaires et des auteurs populaires, et notamment à celle de Jean de La Hire. Tout au long de ses romans, il décrit de nombreux engins toujours plus perfectionnés, rapides, et ambivalents. Ainsi, Le Mystère des XV résout les problèmes de réserves de combustibles en mettant en scène des vaisseaux extra-planétaires qui fonctionnent aux ondes hertziennes et des avions dotés de moteurs électriques qui puisent dans l'air ambiant l'énergie nécessaire. L'électricité tient en effet une place importante dans la technologie futuriste décrite par La Hire ; elle est à nouveau utilisée dans Lucifer pour faire fonctionner les sous-marins et les avions du criminel Glô von Warteck. Dans Titania, l'hélicoptère emmagasine la radio-activité de l'énergie solaire dans sa cuirasse en métal pour voler. Enfin, il décrit dans Gorillard, un engin à la fois aérien, sous-marin, marin, terrestre et intra-terrestre.
Les inventions mobilisées par les ennemis du Nyctalope s'appuient également sur les récentes découvertes scientifiques et pseudo-scientifiques. Lucifer a mis au point le télédyname, un appareil électrique qui permet d'amplifier et d'imposer sa volonté à ses victimes grâce à l'utilisation de la radioactivité. Dans Titania et L'énigme du squelette, un rayon permet de désintégrer les êtres humains sans laisser de trace, tandis que dans Les Drames de Paris, l'ingénieur Barandon a inventé un rayon incinérateur, qui consume le corps, ne laissant que des cendres. Dans un registre plus pratique, La Hire décrit l'utilisation de radars ultra-perfectionnés et d'électro-aimants capable de d'attirer les vaisseaux pour les capturer dans le roman riche en inventions, Lucifer, et l'usage des rayons-X dans Le Sphinx du Maroc, qui permettent de capter des sons et des images jusqu'à 3 000 km de distance. Si ces inventions donnent un avantage significatif aux vilains dans leur projet criminel, elles sont également un objet de convoitise dont ils désirent s'emparer ; à l'instar du Radiant Z dans L'Assassinat du Nyctalope, qui, en permettant de capter les ondes radios pour les libérer ensuite falsifiées, rend possible le contrôle universel de l'information.
Enfin, le roman Belzébuth aborde le thème du voyage dans le temps grâce à l'invention de l'horo-pulsateur. Cet appareil, fixé au poignet, permet de plonger l'individu dans un sommeil artificiel avec l'injection à intervalles réguliers d'un sérum. À l'aide de cette invention, le Nyctalope plonge ainsi dans un sommeil de 172 ans.

#### Grande variété des thèmes de la science-fiction abordés
Dans ce cycle, La Hire aborde de nombreux thèmes de la science-fiction.
Le premier thème qui apparaît dans les aventures du Nyctalope, est celui de l'homme amélioré, dans la mesure où il constitue le principe même du cycle. En effet, c'est sur sa capacité visuelle extraordinaire que repose la principale caractéristique de Léo Saint-Clair. En outre, en dotant son héros d'un cœur artificiel, composé de métal, de verre et de caoutchouc dans L'Assassinat du Nyctalope (1933), La Hire rejoint le regain d’intérêt pour l'homme artificiel qui se manifeste dans la littérature des années 1930 et 1940. Il se distingue néanmoins par son traitement positif de cette technologie, à l'inverse de ses confrères qui écrivent sur le sujet avec un sentiment de rejet. Par ailleurs, ce thème constitue également l'intrigue de L'Homme qui peut vivre dans l'eau qui introduit le cycle. Dans ce roman, le savant Oxus greffe à un enfant âgé d'un mois des branchies et tout le système respiratoire d'un requin. Devenu adulte, l'homme-poisson appelé l'Hictaner est envoyé pour couler les flottes des différentes nations.
Le thème du voyage interplanétaire est traité à deux reprises avec Le Mystère des XV en 1911 et Le Roi de la nuit en 1943. Au début du XXe siècle, les romans portant sur les voyages dans l'espace étaient encore soit des récits d'exploration sur le modèle vernien, soit des essais déguisés en romans, à l'instar des œuvres de Camille Flammarion. Cependant Jean de La Hire ne considère pas le voyage interplanétaire comme une simple aventure sans lendemain, mais s'intéresse, certes de manière succincte, à l'installation et au développement d'une colonie extra-terrestre. Il fait également figure de précurseur avec la présence d'une bataille spatiale dans ce récit. Néanmoins, pour La Hire, l'exploration extra-planétaire ne constitue pas une fin en soi, et les planètes Mars et Rhéa, où évolue son héros, ne représentent en réalité qu'un prétexte à une aventure trépidante. C'est pourquoi ces environnements, étant perçus par La Hire avant tout comme des non-lieux, des espaces utopiques et uchroniques, il ne s'attarde à décrire des décors.

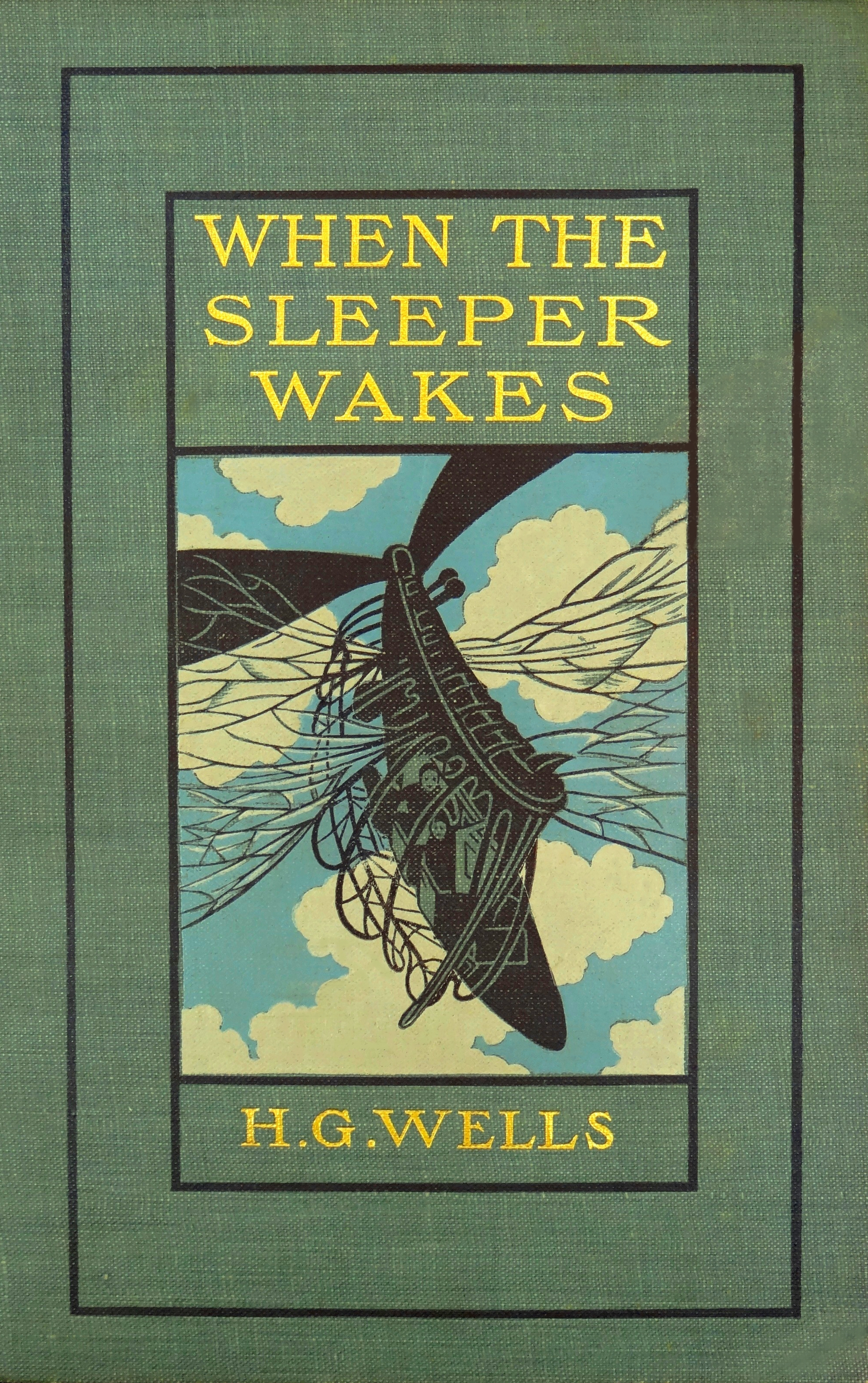
Jean de La Hire semble s'être inspiré du roman Quand le dormeur s'éveillera (1910) de H. G. Wells pour la construction de l'intrigue de Belzébuth.

Autre sujet de science-fiction abordé, celui du monde perdu. Le roman L'Amazone du mont Everest traite ainsi d'un monde préservé et inconnu situé dans l'Himalaya, dont l'accès est bloqué grâce à des conditions météorologiques extrêmes artificiellement provoquées. Ce thème est couplé avec un autre, celui de l'utopie, dans la mesure où le peuple himalayen forme une société matriarcale. Ainsi, l'aristocratie est exclusivement féminine, tandis que les hommes occupent des fonctions subalternes ou un rôle de reproducteurs. Seul roman utopique du cycle, L'Amazone du mont Everest tend en réalité plus vers une satire des aspirations suffragettes à placer les femmes au premier plan de la société.
L'anticipation, c'est-à-dire le fait de placer l'action dans le futur, est traitée à deux reprises. Tout d'abord de manière partielle dans le premier volume du cycle. En effet, avant que La Hire ne recentre en cours de récit l'action au début des années 1910, les événements du Mystère des XV devaient prendre place au milieu des années 1930. Ainsi, il décrit un futur tel qu'il était courant à l'époque de l'imaginer, c'est-à-dire un monde avant tout représenté par une évolution des moyens de transport, capables d'assurer des services réguliers de dirigeables toujours de type République, mais perfectionnés, entre les grandes villes : Bordeaux, Marseille, New-York, Alger, Tombouctou, Brazzaville.... En outre, il approfondit ce thème de l'anticipation avec le roman Belzébuth. En envoyant son héros en l'an 2100, La Hire décrit un Paris qui s'est considérablement développé : les maisons hautes de trente étages disposent d'un toit pouvant accueillir les avions personnels, le recours intégral à l'électricité permet aux 18 millions de Parisiens de vivre sans souffrir de la pollution. Du point de vue politique, deux grands gouvernements mondiaux qui contrôle les médias, appelés journaux radiocinéphoniques, s'affrontent à travers une guerre économique :

« Le monde a bien changé depuis 1928. Il est toujours partagé en nations, mais élargies et par conséquent moins nombreuses. C'est la différence des langues qui trace la frontière. D'autre part, il n'y a plus de nationalités ennemies, et il n'y a plus de partis politiques. […] Les seules forces armées sont les forces de police, les unes appartenant à l'État, les autres aux grandes compagnies, qui se partagent, organisent, disciplinent et font fructifier toutes les formes de l'activité humaine. […] Et la guerre économique a remplacé les guerres destructives. Les vaincus de cette guerre de tous les jours ne sont pas physiquement blessés ou mis à mort ; ils tombent sous la dépendance économique et sociale du vainqueur. […] Les deux plus puissantes compagnies du monde entier, les plus riches, les plus influentes dans tous les domaines, sont les compagnies de journalisme, de propagande et de publicité. »

— Jean de La Hire, Belzébuth.
Ce roman est également l'occasion d'aborder le voyage dans le temps. La Hire envoie cependant son héros deux siècles plus tard pour un voyage sans retour en utilisant l'hibernation. Cependant, pour dénouer la situation, il révèle à la fin du roman que ce voyage n'était en réalité qu'un rêve de Léo Saint-Clair.

## Les aventures de Léo Saint-Clair le Nyctalope

### Cycle des aventures du Nyctalope
Jean de La Hire a écrit les aventures du Nyctalope entre 1911 et 1955. La majorité des romans furent tout d'abord prépubliés dans des quotidiens, avant de paraître en format relié dans différentes maisons d'édition. Jean de La Hire tente en vain faire éditer sa série par une seule maison d'édition, et notamment Jules Tallandier qu'il sollicite en ce sens, afin de préserver un ensemble cohérent. Dans les années 1950, les éditions André Jaeger entreprirent de rééditer certains volumes dans la collection « Les grandes aventures du Nyctalope » dans des versions cependant tronquées.
Cette liste comporte les aventures originales de Saint-Clair, qui ont néanmoins pu subir pour un grand nombre des réécritures et publications sous un titre différent. Jacques Van Herp a dressé en 1972 une bibliographie de la saga dans laquelle il ne répertorie que dix-sept volumes inédits. Cependant, l'inventaire ne prend pas en compte les romans Le Maître de la Vie (qu'il soupçonnait être une ébauche de La Sorcière nue) et Les Drames de Paris. Par ailleurs, le roman Rien qu'une nuit publié en 1944 que Van Herp répertorie, a connu une publication antérieure en 1941.
1. Le Mystère des XV, 1911Première aventure du Nyctalope qui part à la poursuite de sa fiancée kidnappée sur la planète Mars. Prépublication du 23 avril au 17 juillet 1911 dans le journal Le Matin, puis parution en deux volumes en 1922 aux éditions Ferenczy sous les titres Le Mystère des XV et Le Triomphe de l'amour. Le roman fut réédité dans une version modifiée sous les titres Le Secret des XII et Les Conquérants de Mars.
2. Lucifer, 1921Le Nyctalope affronte Lucifer, un individu qui projette d'utiliser ses pouvoirs mentaux pour asservir l'humanité. Prépublication dans Le Matin du 25 novembre 1921 au 30 mars 1922, puis parution en deux volumes en 1922 aux éditions Ferenczy sous les titres Lucifer et Nyctalope contre Lucifer. Lors d'une réédition en 1939 par les éditions Jules Tallandier, le second tome fut renommé Le Drame des Bermudes.
3. L'Amazone du mont Everest, 1925Léo Saint-Clair décide de conquérir le sommet de l'Everest et découvre sur place une civilisation perdue dotée d'une technologie avancée. Ce roman, sorti directement en format relié aux éditions Ferenczy, fut de nouveau réédité par la suite dans des versions tronquées sous le titre La Madone des Cimes par Ferenczy en 1933, puis Le Mystère de L'Everest par André Jaeger en 1953.
4. La Captive du démon, 1927Léo Saint-Clair s'oppose, sur fond de prophétie de Nostradamus annonçant l'arrivée prochaine de l'antéchrist, à Léonid Zattan, chef d'une organisation mondiale œuvrant à prendre le contrôle de l'humanité. Prépublication en feuilleton dans Le Matin du 28 janvier au 21 avril 1927, puis parution en deux volumes en 1931 aux éditions Fayard sous les titres La Captive du démon et La Princesse rouge.
5. Titania, 1928La famille de Léo est de nouveau en danger lorsque Diana Krasnoview, dite Titania, s'allie à l'ingénieur Maur Korridès, pour se venger du Nyctalope. Prépublication dans Le Matin du 20 avril au 23 juillet 1928, puis parution en deux volumes en 1929 aux éditions Jules Tallandier sous les titres Titania et Écrase la vipère !.
6. Belzébuth, 1930La femme et le fils du Nyctalope sont capturés par Hugues Mézarek, fils de son ancienne ennemie Diana Krasnoview, et envoyés dans le futur. Léo Saint-Clair voyage lui-même dans le temps pour se porter à leur secours et affronter son ennemi. Prépublication dans Le Matin du 12 février au 9 mai 1930, puis parution en deux volumes en 1930 aux éditions Fayard sous les titres Belzébuth et L'Île d'épouvante.
7. Gorillard, 1931Une organisation orientale dirigée par le mystérieux Gorillard menace la France grâce à une technologie révolutionnaire. Le Nyctalope à la tête de sa propre organisation, le Comité d'information et de défense, s'oppose à ses plans de conquête du monde. Prépublication dans Le Matin du 2 octobre 1931 au 9 janvier 1932, puis parution en deux volumes en 1931 aux éditions Jules Tallandier sous les titres Gorillard et Le Mystère jaune.
8. Les Mystères de Lyon, 1933Lors d'une enquête sur des meurtres commis à Lyon, Le Nyctalope met à jour la secte des Adorateurs de sang, qui revitalise ses adeptes grâce au sang de jeunes individus qu'elle fait enlever et tuer. Prépublication dans Le Matin du 22 janvier au 30 avril 1933, puis parution en deux volumes en 1933 aux éditions Jules Tallandier sous les titres Les Mystères de Lyon et Les Adorateurs de sang.
9. L'Assassinat du Nyctalope, 1933Roman qui s'intéresse aux origines du Nyctalope et à l'acquisition de son pouvoir de nyctalopie et de son cœur artificiel[182]. Lorsqu'un terroriste vole les plans d'une invention du père de Léo Saint-Clair et le blesse gravement, celui-ci part à sa poursuite. Ce roman, sorti directement en format relié aux éditions La Renaissance du Livre est resté inédit depuis.
10. Le Sphinx du Maroc, 1934Envoyé par le gouvernement français au Maroc, le Nyctalope a pour mission d'empêcher une insurrection menée par une ancienne connaissance, la Djinn. Prépublication dans Le Matin du 10 juillet au 20 octobre 1934, puis parution en 1934 aux éditions Jules Tallandier.
11. La Croisière du Nyctalope, 1936Léo Saint-Clair part au secours de la princesse Iréna Zahidof, dont la fortune fait l'objet de la convoitise d'une de ses anciennes ennemies, la terrible Wanda Stielman. Il doit alors affronter la jeune femme, la police secrète russe Okhrana et une horde d'assaillants kirghizes. Parution en feuilleton dans Le Matin du 16 mai au 10 septembre 1936, puis parution en format relié en 1937 aux éditions Fayard. Le roman fut réédité dans une version abrégée sous le titre Wanda en 1953 chez André Jaeger.
12. Le Maître de la Vie, 1938Léo Saint-Clair enquête sur de mystérieuses morts qui semblent liées dans le monde. Menée en compagnie de Gnô Mitang, cette enquête le mène au Tibet sur les traces d'un individu possédant le pouvoir de tuer à distance. Ce roman, sorti en feuilleton dans Le Matin du 11 septembre 1938 au 17 janvier 1939, est resté inédit depuis.
13. Le Mystère de la croix du sang, 1940Lorsque Jacques d'Hermont et sa famille sont victimes d'un mystérieux envoûtement, son ami de Léo Saint-Clair mène l'enquête. Il affronte Armand Logreux, Maître des Sept Lumières, qui en veut à la femme de Jacques d'Hermont. Prépublication dans Le Matin du 8 août au 3 octobre 1940, le roman est devenu lors de sa parution en format relié La Croix de sang aux éditions R. Simon, puis La Croix du sang lors d'une réédition ultérieure chez Jaeger d'Hauteville[198].
14. Les Drames de Paris, 1941Le Nyctalope a été retrouvé entièrement désintégré à l'exception de ses pieds. Après cet assassinat, l'organisation anglo-juive des « Grandes puissances internationales », en a, à présent, après Marie-Thérèse d'Andragues, propriétaire d'un vaste champ pétrolifère au Maroc. Ce roman, sorti en feuilleton dans Le Matin du 28 janvier au 25 mai 1941, est resté inédit depuis.
15. Le roman d'une nuit, 1941Léo Saint-Clair et son ami Gnô Mitang s'opposent à un mage, Godfroy de Montluc, dans le Paris occupé, qui tente d'envoûter la jeune Madeleine d'Evires. Cette nouvelle parut en feuilleton dans Les Ondes : l'hebdomadaire de la radio du 24 août au 26 octobre 1941, puis en format relié en 1944 chez Pierre Trémois sous le titre Rien qu'une nuit.
16. L'Enfant perdu, 1942En juin 1940, sur les routes de l'exode, le Nyctalope et son ami japonais Gnô Mitang assistent à la disparition d'un enfant. Deux ans plus tard, ils retrouvent par hasard sa trace et se fixent comme objectif de le secourir. Ce court roman est paru dans l'hebdomadaire L'Actu du 3 mai au 12 juillet 1942, puis il fut réédité en 2011 dans l'essai d'Emmanuel Gorlier consacré au Nyctalope Nyctalope ! L'Univers Extravagant de Jean de La Hire aux éditions Rivière Blanche.
17. Le Roi de la nuit, 1943La planète Rhéa est découverte dans le système solaire par le professeur d'Olbans. Le Nyctalope part pour en entreprendre l'exploration et se retrouve au milieu d'une guerre entre les deux races de la planète. Le roman fut publié en feuilleton dans Le Matin du 20 février au 13 juillet 1943, puis en format relié en 1943 aux éditions Ferenczy. Il fut réédité en 1953 dans une version modifiée[199] sous le titre Planète sans feu chez André Jaeger.
18. La Sorcière nue, 1954Enquêtant sur la disparition de jeunes gens dans le sud de la France, le Nyctalope retrouve son ancienne ennemie, Aya-Li[Note 22]. Ce roman, sorti directement en format relié aux éditions André Jaeger, pourrait avoir été remanié par le beau-fils de Jean de La Hire[199].
19. L'Énigme du squelette, 1955Un ami du Nyctalope est retrouvé mort désintégré et sa fille kidnappée. Léo mène l'enquête pour retrouver les coupables. L'ultime roman du cycle sorti directement en format relié aux éditions d'Hauteville, pourrait être une version remaniée d'une aventure inédite du Nyctalope[139].

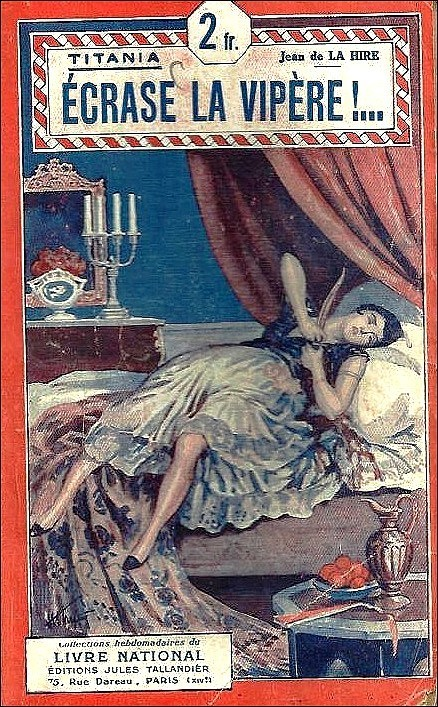
Second tome de Titania paru aux éditions Tallandier en 1929 sous le titre Écrase la vipère !. Couverture de Henri Thiriet.
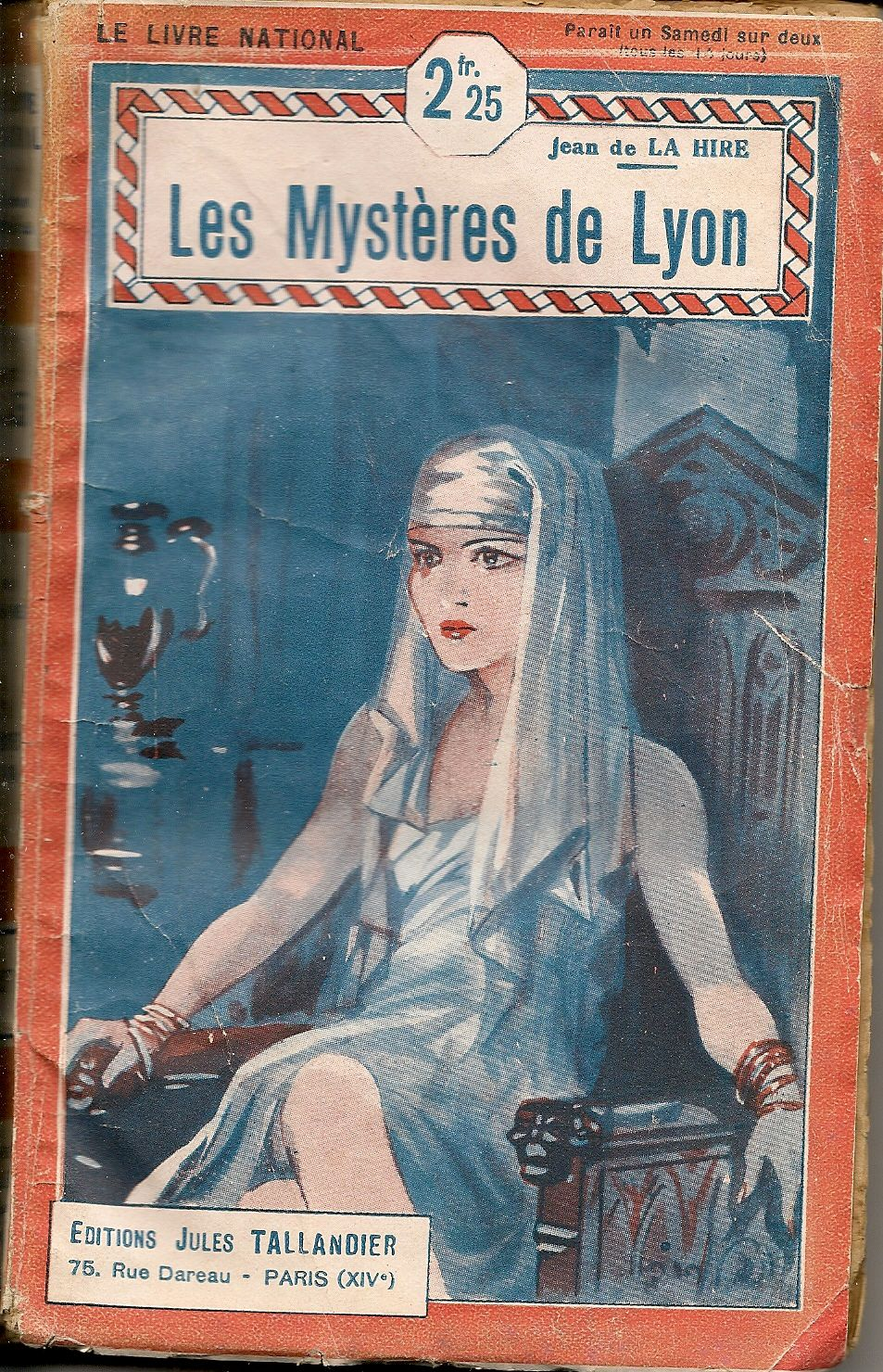
Premier tome des Mystères de Lyon paru aux éditions Tallandier en 1933. Couverture anonyme.
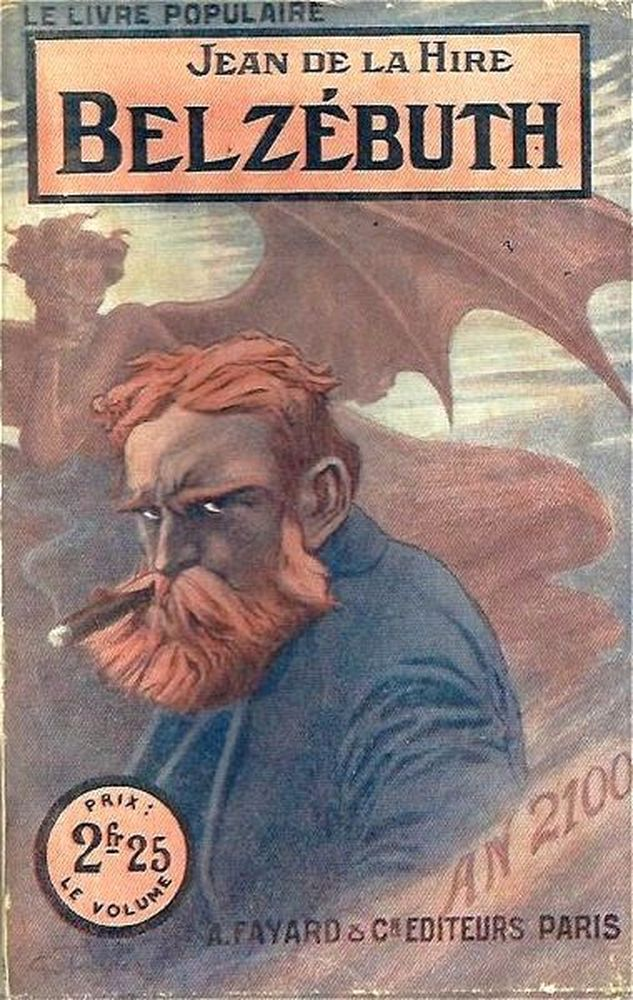
Le roman Belzébuth, paru aux éditions Fayard en 1930, a été illustré par Gino Starace.
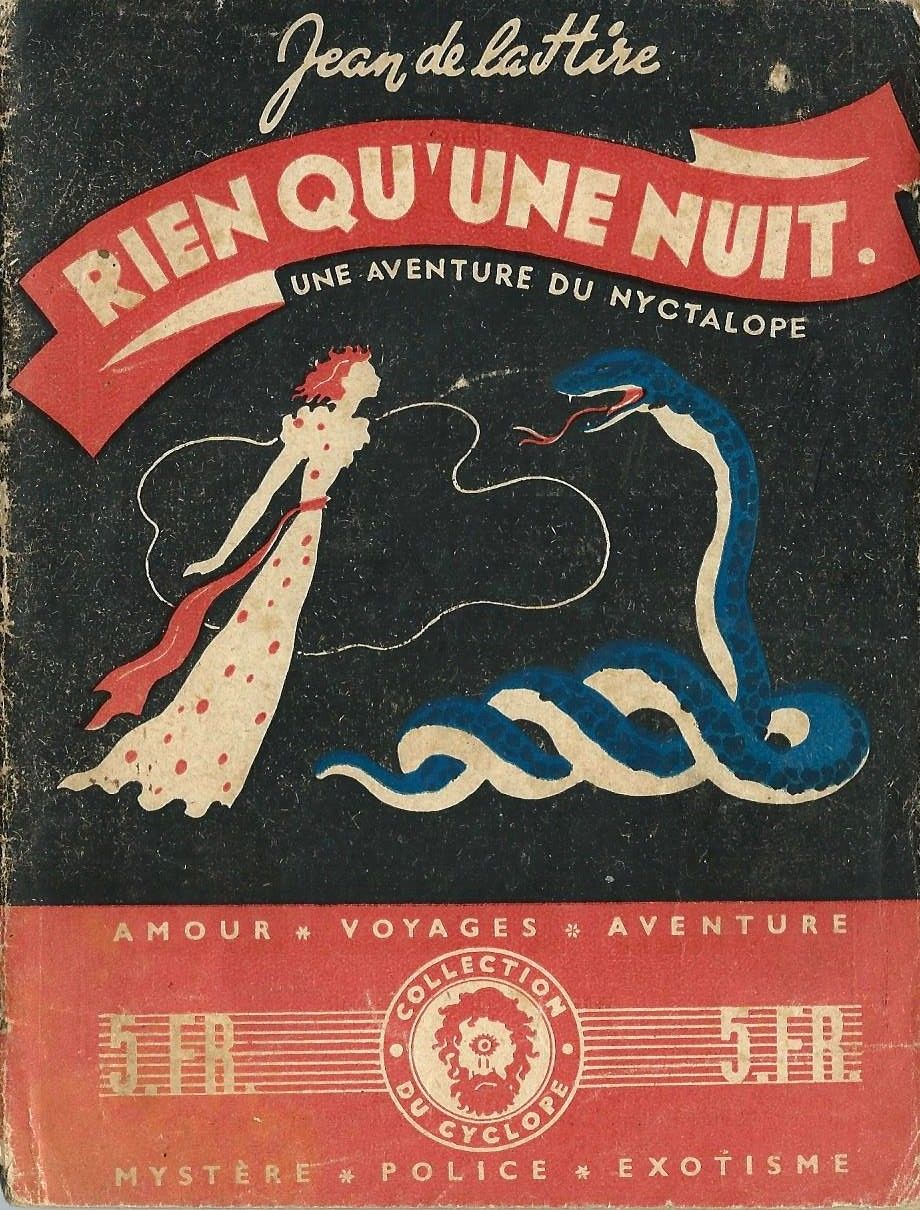
Parution en format relié en 1944 du roman anciennement titré Le Roman d'une nuit. Couverture anonyme.

### Romans de Jean de La Hire liés au cycleNyctalope
Outre les aventures du Nyctalope, Jean de La Hire produit d'autres cycles et met en scène de nombreux héros qui enrichissent son monde. Un grand nombre de noms de personnages réapparaissent de manière récurrente dans l'ensemble de son œuvre, dans des rôles néanmoins différents. Cette porosité entre les romans témoigne de l'existence d'un univers semi-cohérent partagé par les grandes sagas de La Hire. Ainsi, certains personnages sont introduits dans des romans antérieurs au cycle Nyctalope, à l'instar du père de Léo Saint-Clair et du vilain Oxus dans L'Homme qui peut vivre dans l'eau (1909), mais également de l'ingénieur Maur Korridès dans Le trésor dans l'abîme en 1907. Korridès, présent aux côtés de Titania dans le roman homonyme de 1929, apparaît également dans la série Le Corsaire sous-marin (1936-1937). Le compagnon d'ascension de Léo, Hubert de Pilbriac, qui l'accompagne au sommet de l'Everest dans l'Amazone du Mont Everest (1925) revient dans Les Dompteurs de forces en 1927.
Enfin, en plus d'un clin d'œil dans le roman Les Ravageurs du monde (1928), dans lequel Jean de La Hire nomme un sous-marin Nyctalope, décrit comme un engin de guerre semblable au « légendaire vaisseau sous-marin imaginé par Jules Verne. », le Nyctalope fait lui-même plusieurs caméos dans des œuvres de Jean de La Hire. Ainsi, il apparaît dans le roman Alcantara (1923), quand le protagoniste principal se fait passer pour Rex Sainclair, le cousin de Léo. Celui-ci, alors en mission sur Mars, est contacté par la police pour y envoyer un démenti. À l'instar de Maur Korridès, le Nyctalope fait également une apparition dans la série Le Corsaire Sous-Marin.